# 大都会客運
大都会汽車客運（だいとかいきしゃきゃくうん）は台北市公共汽車管理処（台北市営バス）が民営化された際に設立されたバス会社である。現在は台北市政府と台北首都客運集団の合弁となっている第三セクター。略称は大都会客運。

## 概要
大都会客運は前身が台北市公共汽車管理処であり、2004年1月1日に成立した。公車処の既存路線を継承し、台北市と新北市（旧台北県）を中心に運行路線を有している。資本金は約6億新台湾ドル、主要株主は台北市政府（約38%）と首都、台北客運（約62％）となっている。
使用車両に関しては公車処時代の車両が置き換えられ、10年以上運行した車両は台湾の中南部の運輸業者或いは東南アジア諸国へと転売されている。
韓国の大宇バス製の車両が大半を占めており、日本の日野自動車や中国の金龍製の車両も多く使われている。最近になって中国のBYD社のBYD K9と呼ばれる電気自動車が使われるようになった。

## 使用車両

### 三菱ふそうトラック・バス

#### 三菱ふそう・ローザ
- 車体工場 : 三菱ふそう
- エンジン : 三菱4P10-7AT4(EURO V)

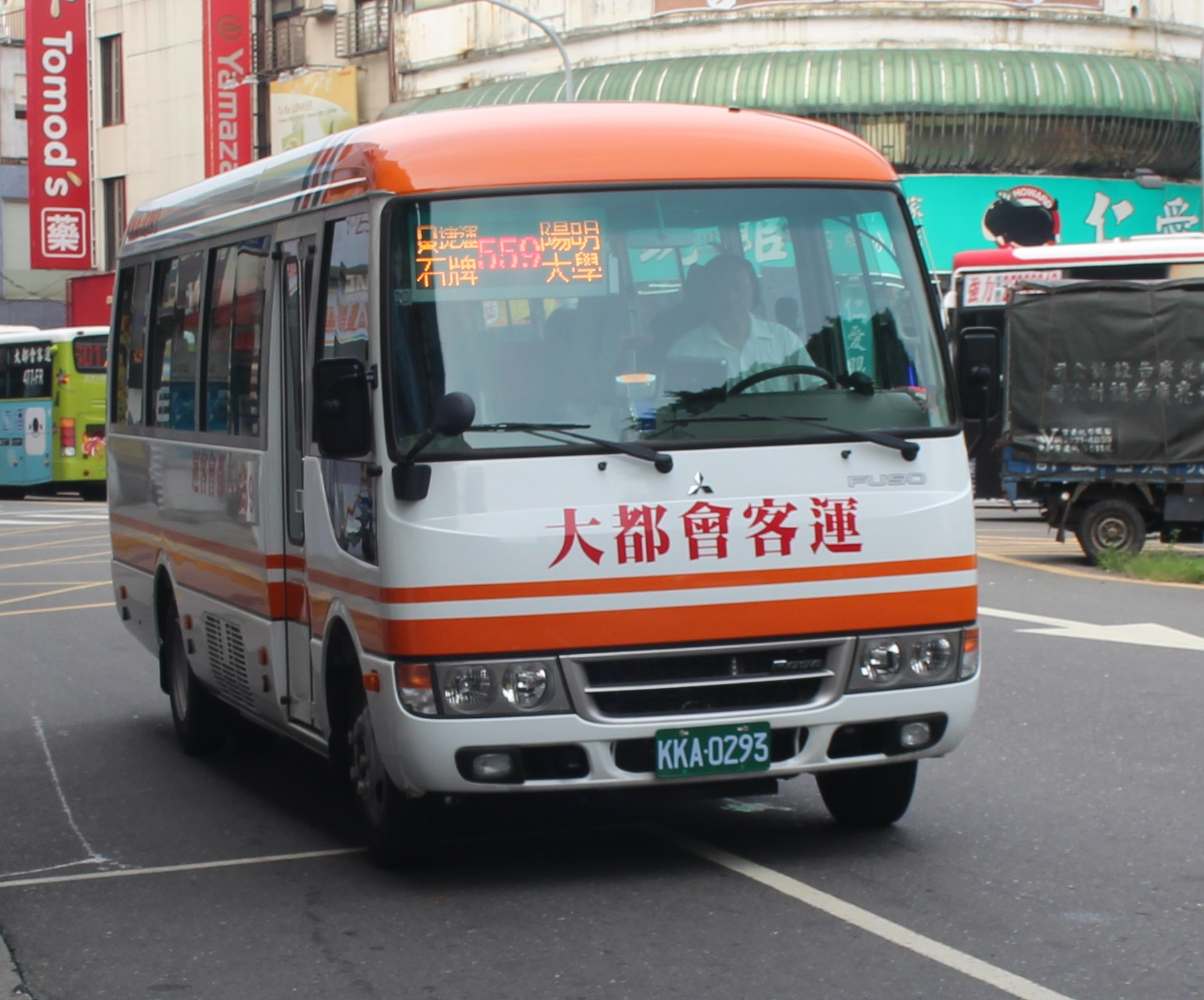
親会社の首都客運塗装になった三菱ふそう・ローザ

  - 最大馬力 : 150ps
- 車体全長 : 6,990mm
- 車体全幅 : 2,060mm
- 車高 : 2,630mm
- 導入年度 :  2017・2018年
現在が11台運行されている 親会社の首都客運塗装になった三菱ふそう・ローザ

#### RM11FN2XE
- 車体工場 : 鑫威車體
- エンジン :三菱6M60-9AT2 (EURO V)

937系統で運行される三菱ふそう・RM11FN2XE

  - 最大馬力 : 270ps
- 車体全長 :12,200mm
- 導入年度 :  2018・2019年

　　　現在が11台運行されている

### トヨタ自動車

#### トヨタ・コースター(3代目)

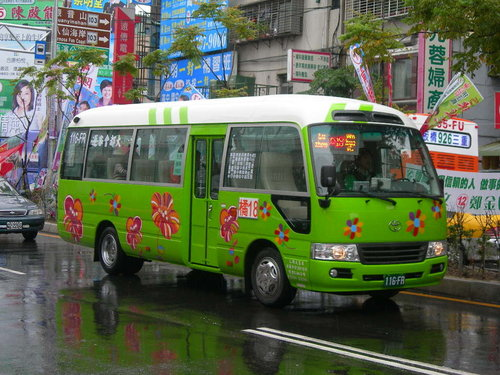
橘18系統で運行されているトヨタ・コースター

- 車体工場 : トヨタ自動車

- エンジン : HINO NO4C-TQ(2010、2012)/NO4C-UH(2013、2016)
  - 最大馬力 : 150hp
- 車体全長 : 6,990mm
- 車体全幅 : 2,025mm
- 車高 : 2,630mm
- 導入年度 :  2010、2012、2013、2016年
52台が導入され、現在は2010年製除く25台が運行されている。橘18系統で運行されているトヨタ・コースター

#### トヨタ・コースター(4代目)

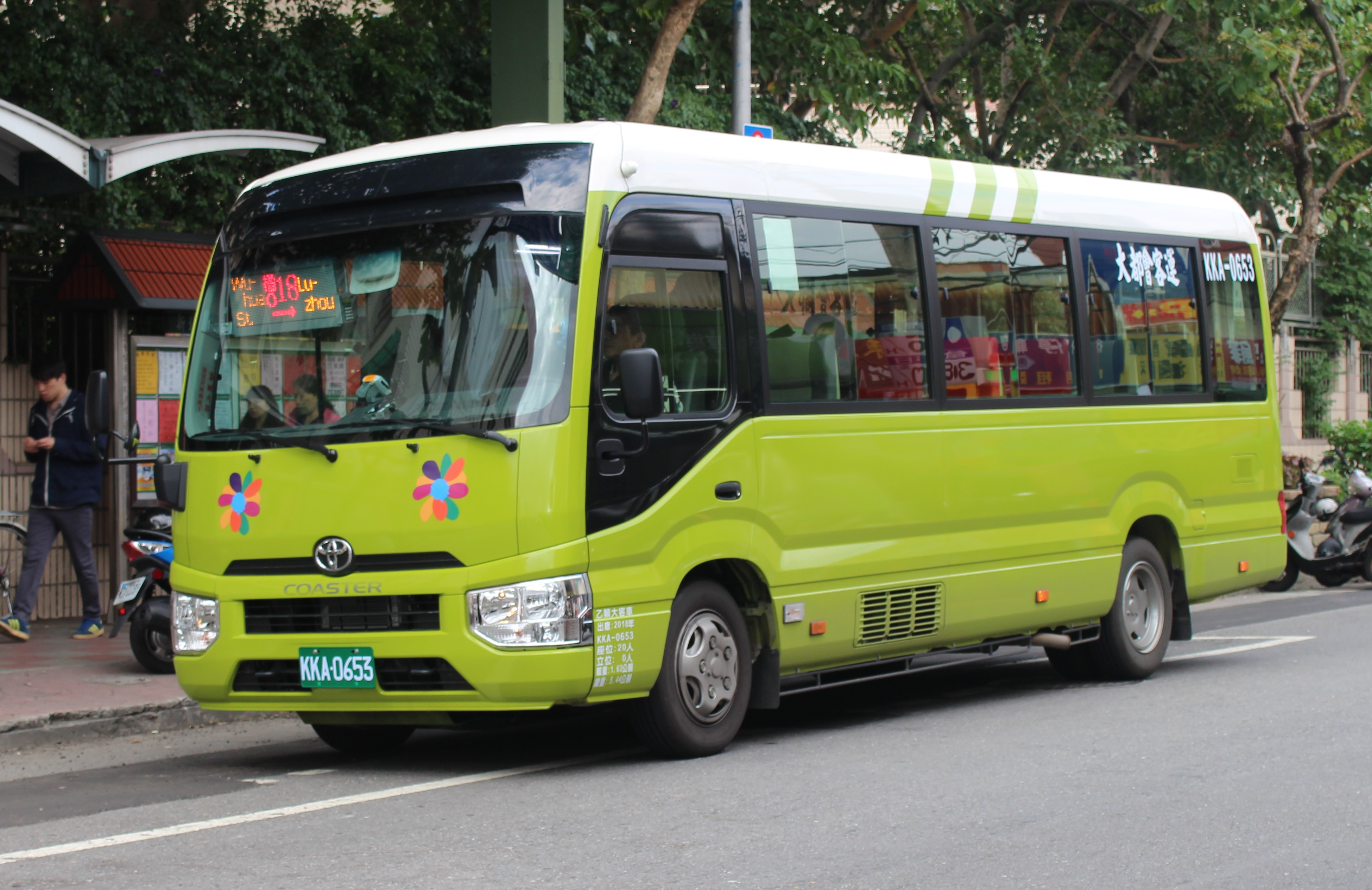
橘18系統で運行されている4代目コースター

- 車体工場 : 國瑞汽車

- エンジン : HINO NO4C-UH
  - 最大馬力 : 150hp
- 導入年度 :  2018年
12台が運行されている。橘18系統で運行されている4代目コースター

### 日野自動車

#### HINO RK8JRSA

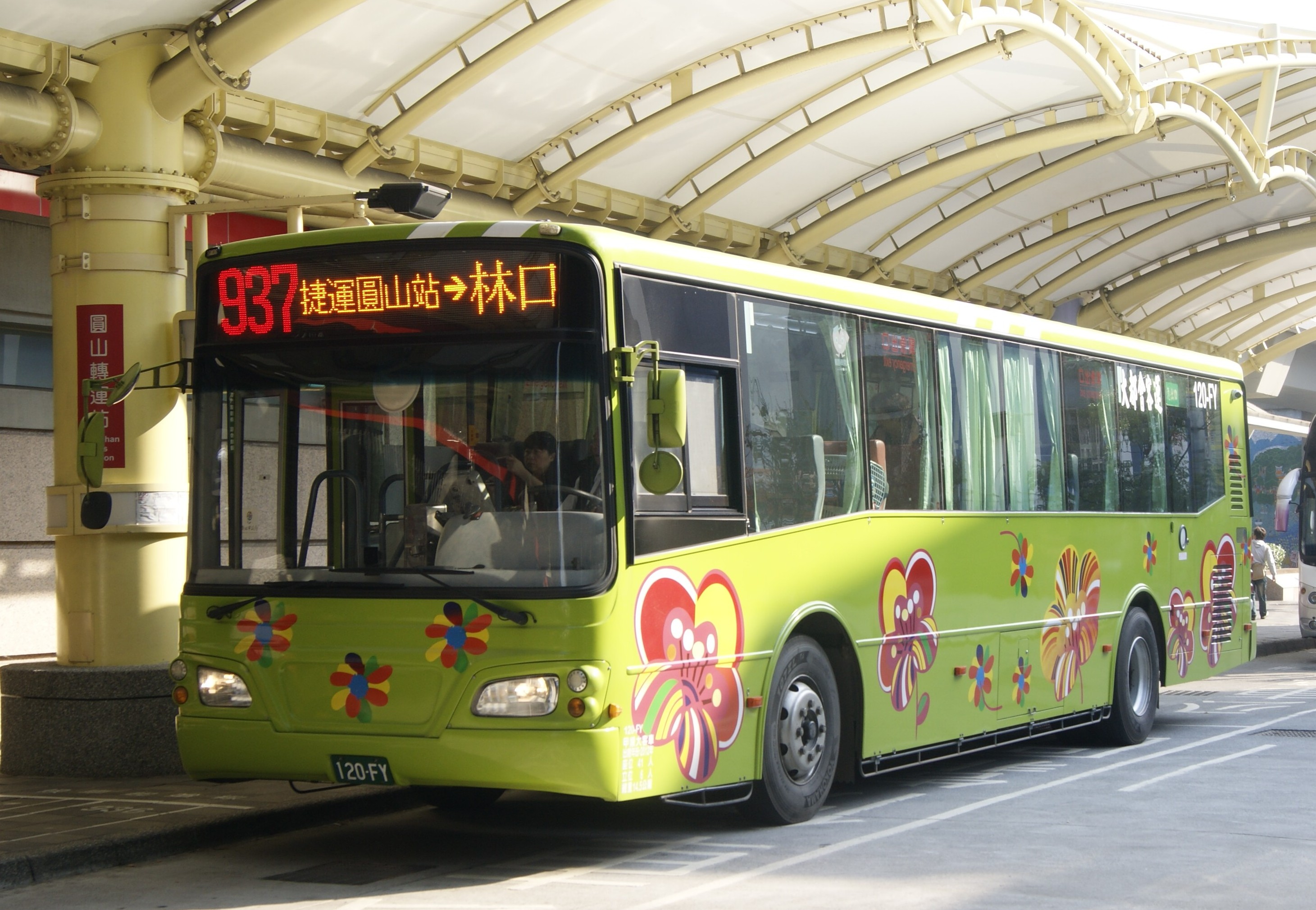
937系統で運行される馨盛車体の車両

- 車体工場 : 馨盛・固亞

- エンジン : HINO J08E-TE
  - 最大馬力 : 233ps
- 車体全長 : 11,760mm
- 車体全幅 : 2,440mm
- 車高 : 1,850mm
- 導入年度 :  2012年
30台が導入され、現在は29台が運行されている。
937系統で運行される馨盛車体の車両 固亞車体の車両

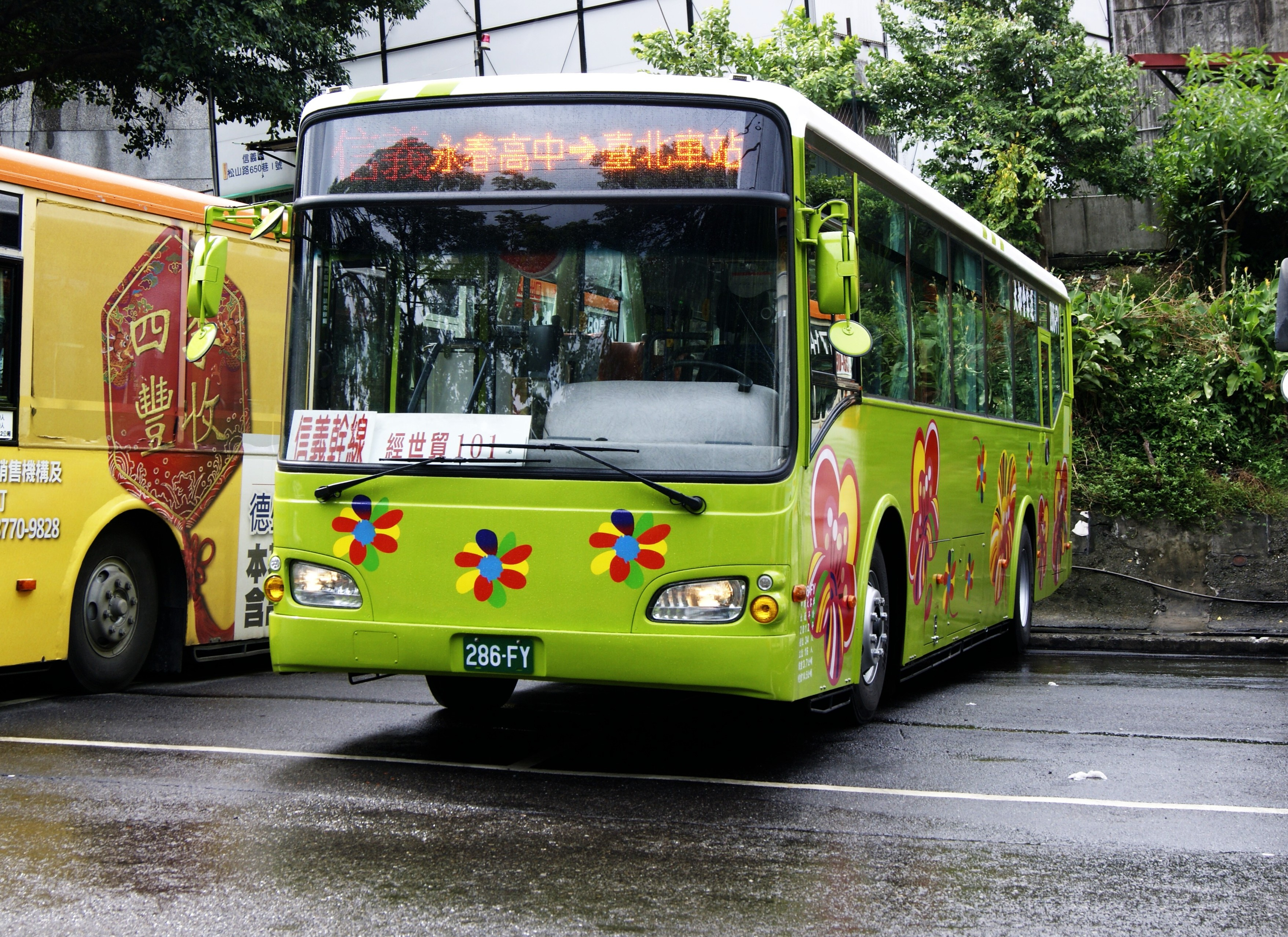
固亞車体の車両

#### RK8JRVA-KJF(リフト付き車両)

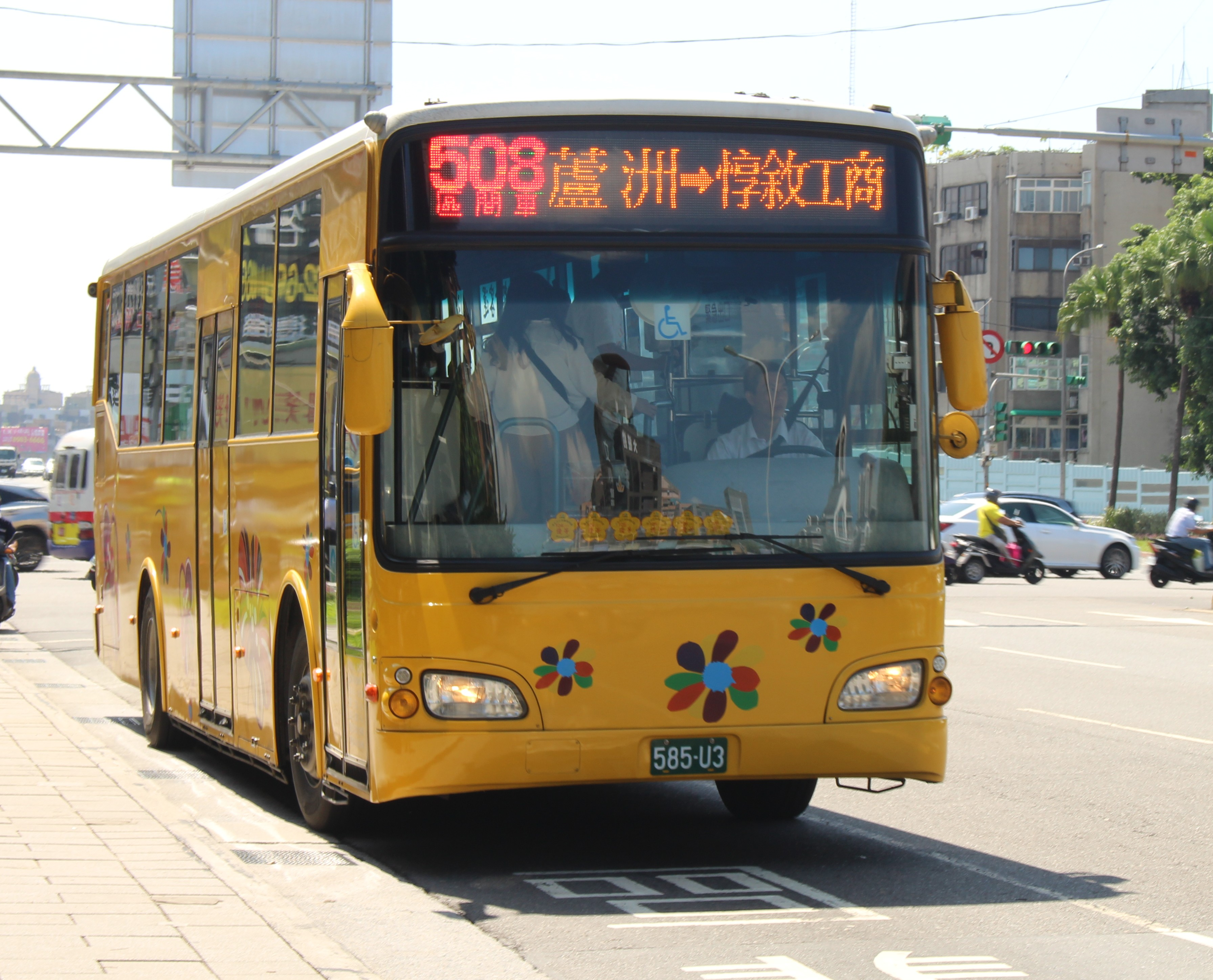
2014年製に導入された車両は黄色のカラーを纏っている。

- 車体工場 : 固亞

- エンジン : HINO J08E-VN
  - 最大馬力 : 255ps
- 車体全長 : 11,760mm
- 車体全幅 : 2,440mm
- 車高 : 1,850mm
- 導入年度 :  2014・2016年
2014年製が2台、2016年製が1台導入され、運行されている。2014年製に導入された車両は黄色のカラーを纏っている。

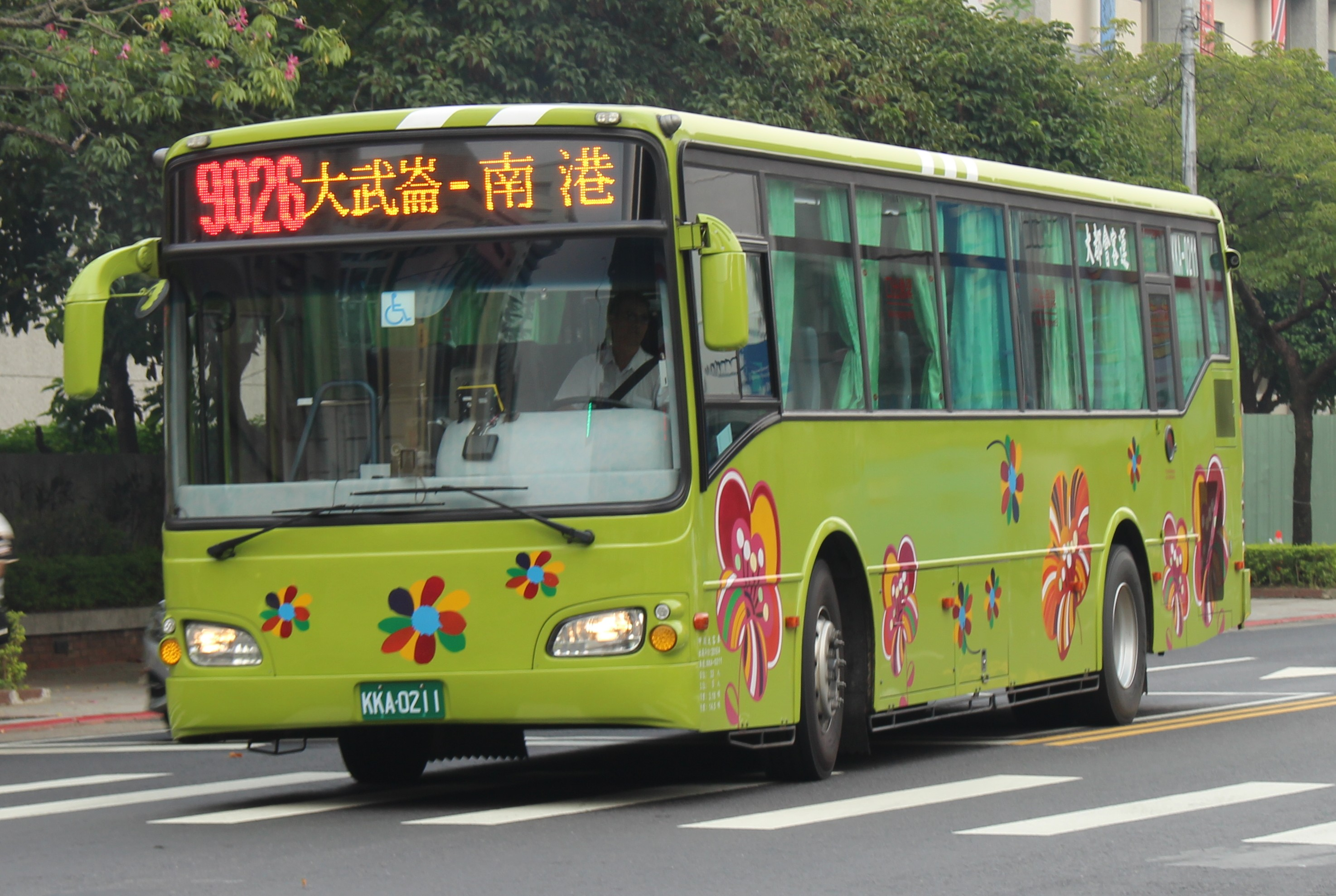
2016年に導入された車両は標準塗装となった。

#### HINO RK8JRVA-KJF(トップドア車/ワンロマ車)

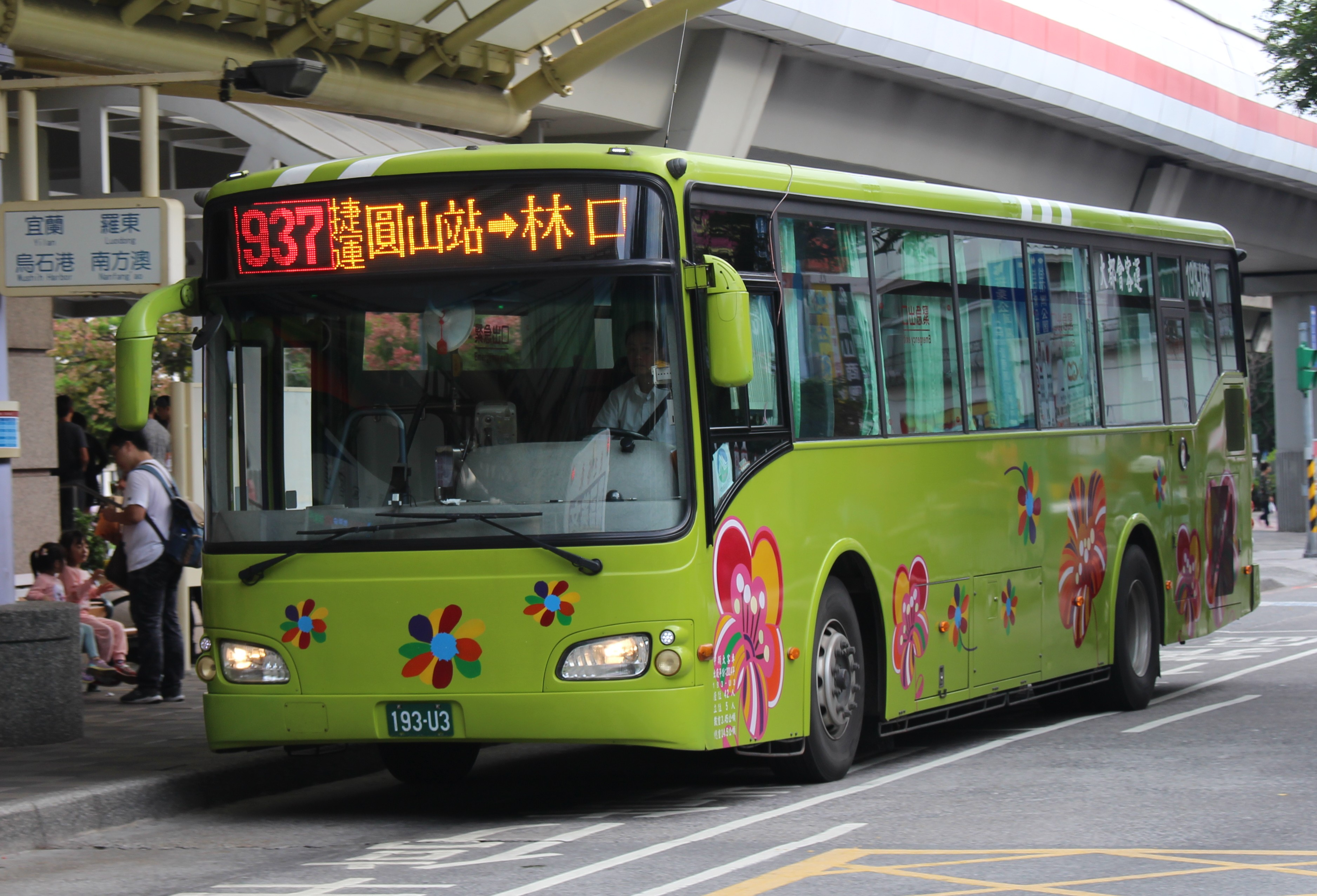
2014年に導入された車両。

- 車体工場 : 固亞

- エンジン : HINO J08E-VN
  - 最大馬力 : 255ps
- 車体全長 : 11,760mm
- 車体全幅 : 2,440mm
- 車高 : 1,850mm
- 導入年度 :  2014・2017年
2014年製が5台、2017年製が6台導入され、運行されている。
2014年に導入された車両。

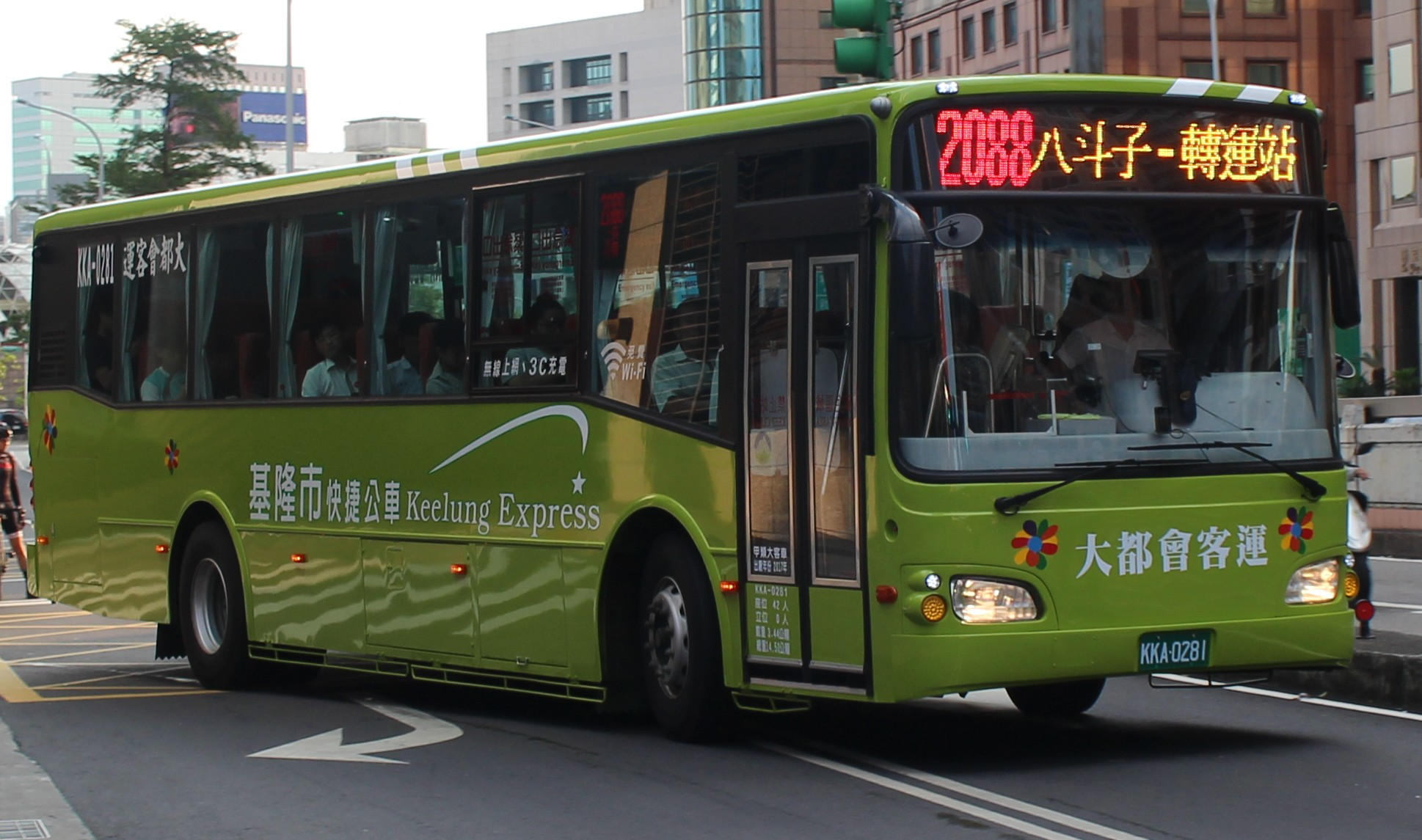
2017年に導入された車両は市府転運站～八斗子を結ぶ高速バス(2088路線)で運行されている。

#### HINO RK8JRVA-KJF

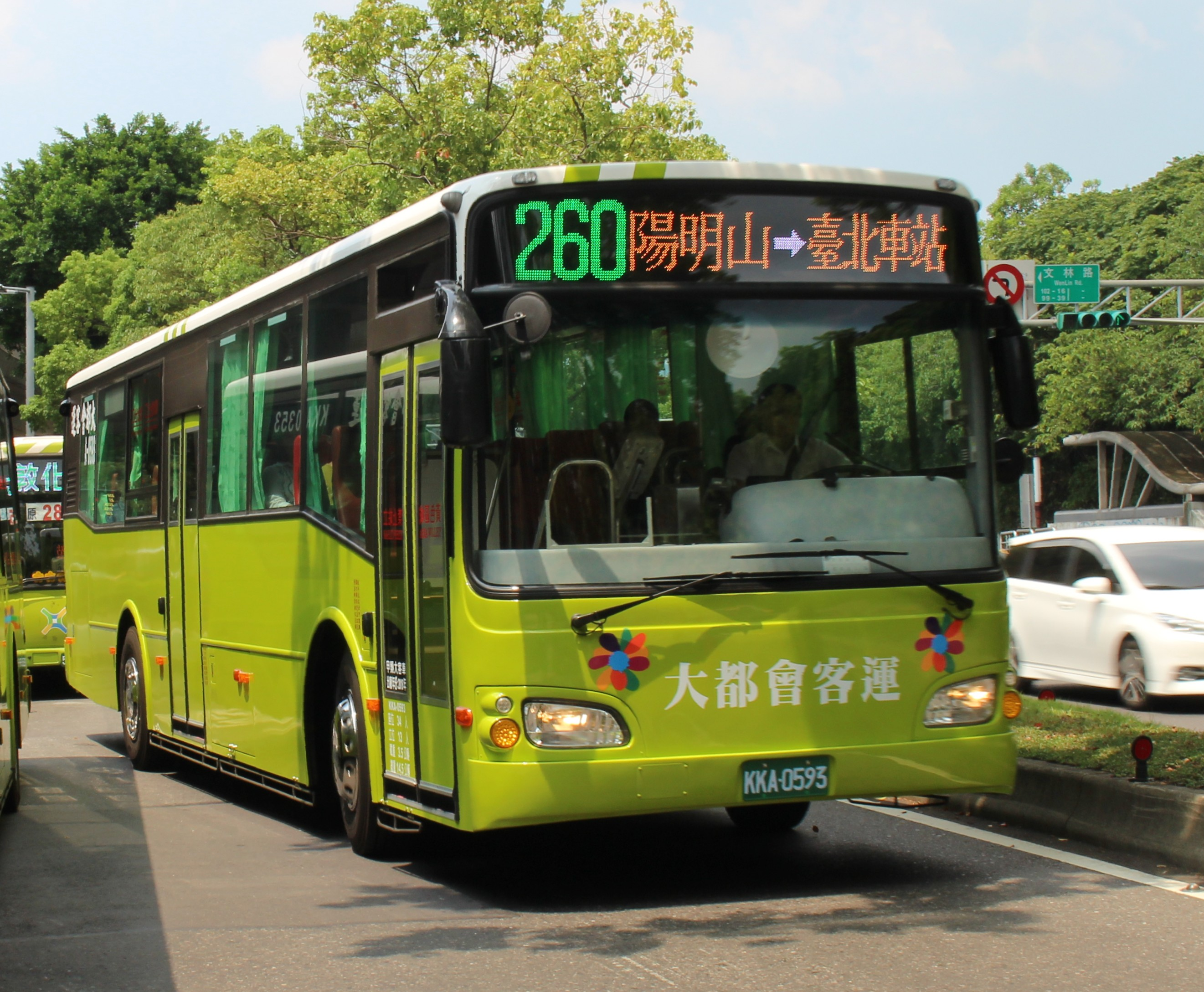
2018年製の車両は行先表示器がフルカラーLEDになっている。

- 車体工場 : 固亞

- エンジン : HINO J08E-VN
  - 最大馬力 : 255ps
- 車体全長 : 11,760mm
- 車体全幅 : 2,440mm
- 車高 : 1,850mm
- 導入年度 :  2014・2018年
2014年製が8台、2018年製が15台導入され、運行されている。
2018年製の車両は行先表示器がフルカラーLEDになっている。

#### HINO RN8JSVU-SSF

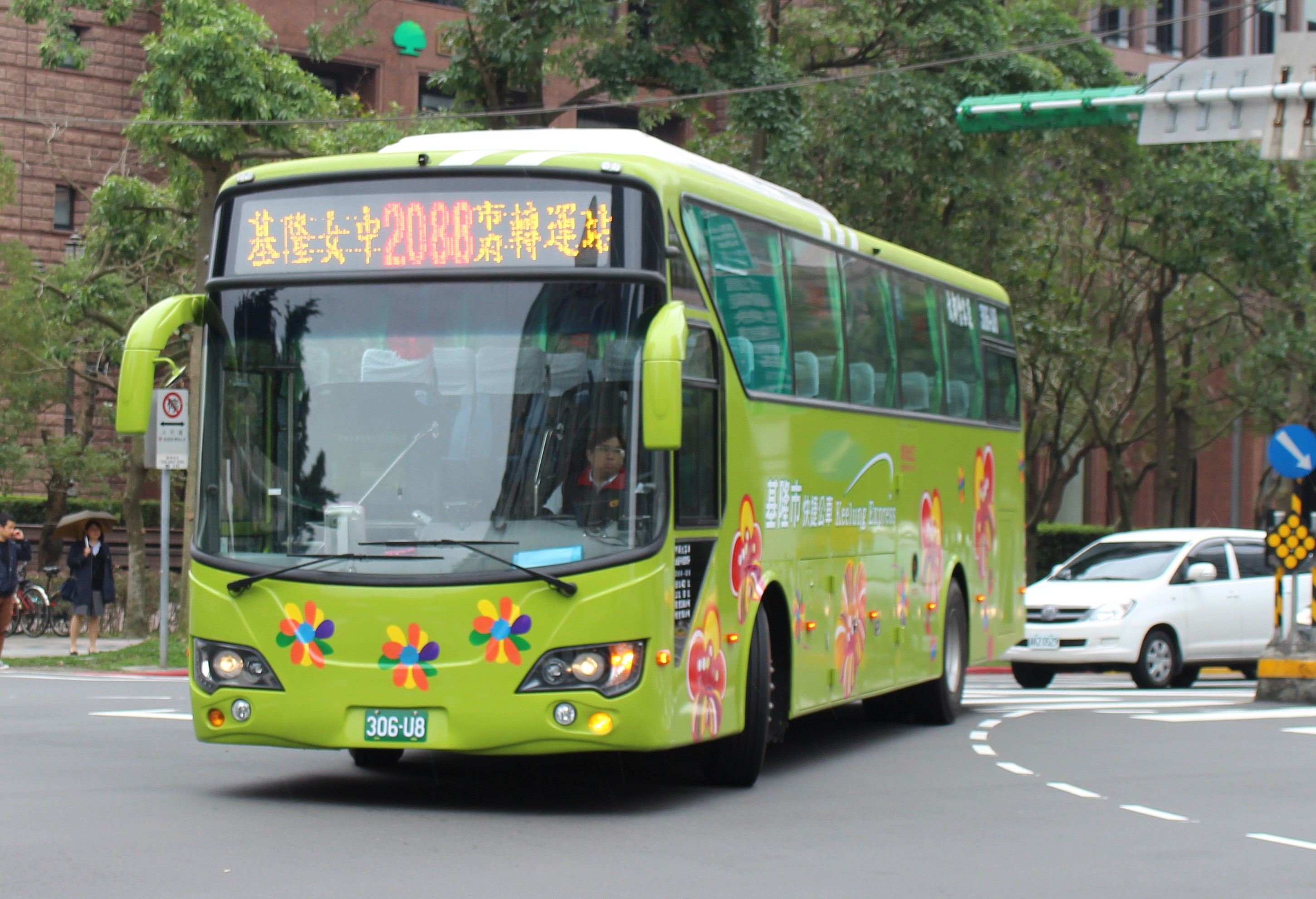
市府転運站～八斗子を結ぶ高速バス(2088路線)で運行されている。

- 車体工場 : 馨盛汽車

- エンジン : HINO J08E-VD
  - 最大馬力 : 280ps
- 車体全長 : 11,815mm
- 導入年度 :  2016年
22台が導入されており、最初に導入された1台のみリフト付き車両となっている。
市府転運站～八斗子を結ぶ高速バス(2088路線)で運行されている。

#### HINO HS8JRVL-UTF

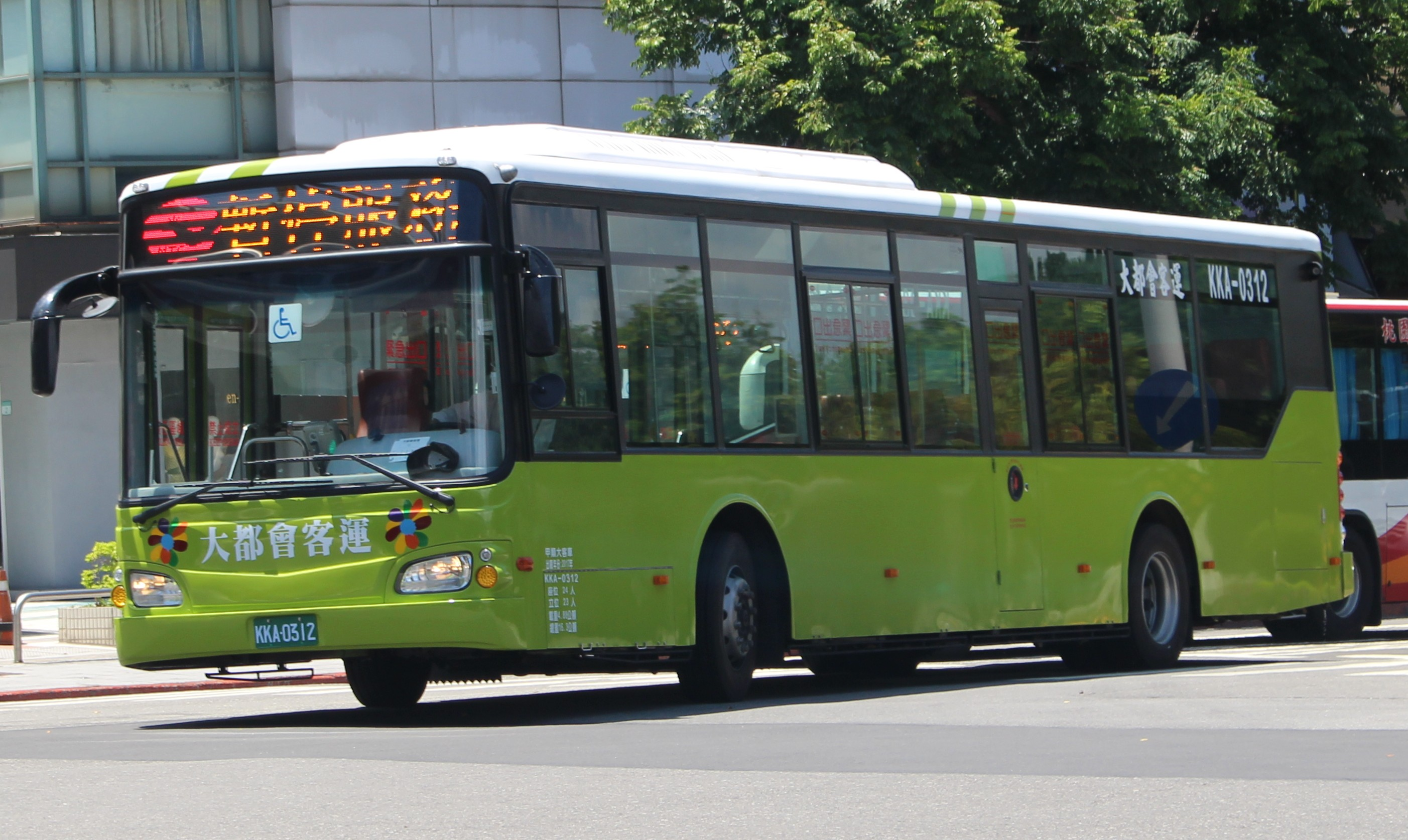
2016・2017年に導入された車両は固亞車体製

- 車体工場 : 固亞・弘鉅

- エンジン : HINO J08E-VD
  - 最大馬力 : 280ps
- 車体全長 : 12,160mm
- 車体全幅 : 2,485mm
- 車高 : 1,730mm
- 導入年度 :  2016～2018年
2016年製が2台、2017年製が20台、2018年製が2台導入され、運行されている。
2016・2017年に導入された車両は固亞車体製

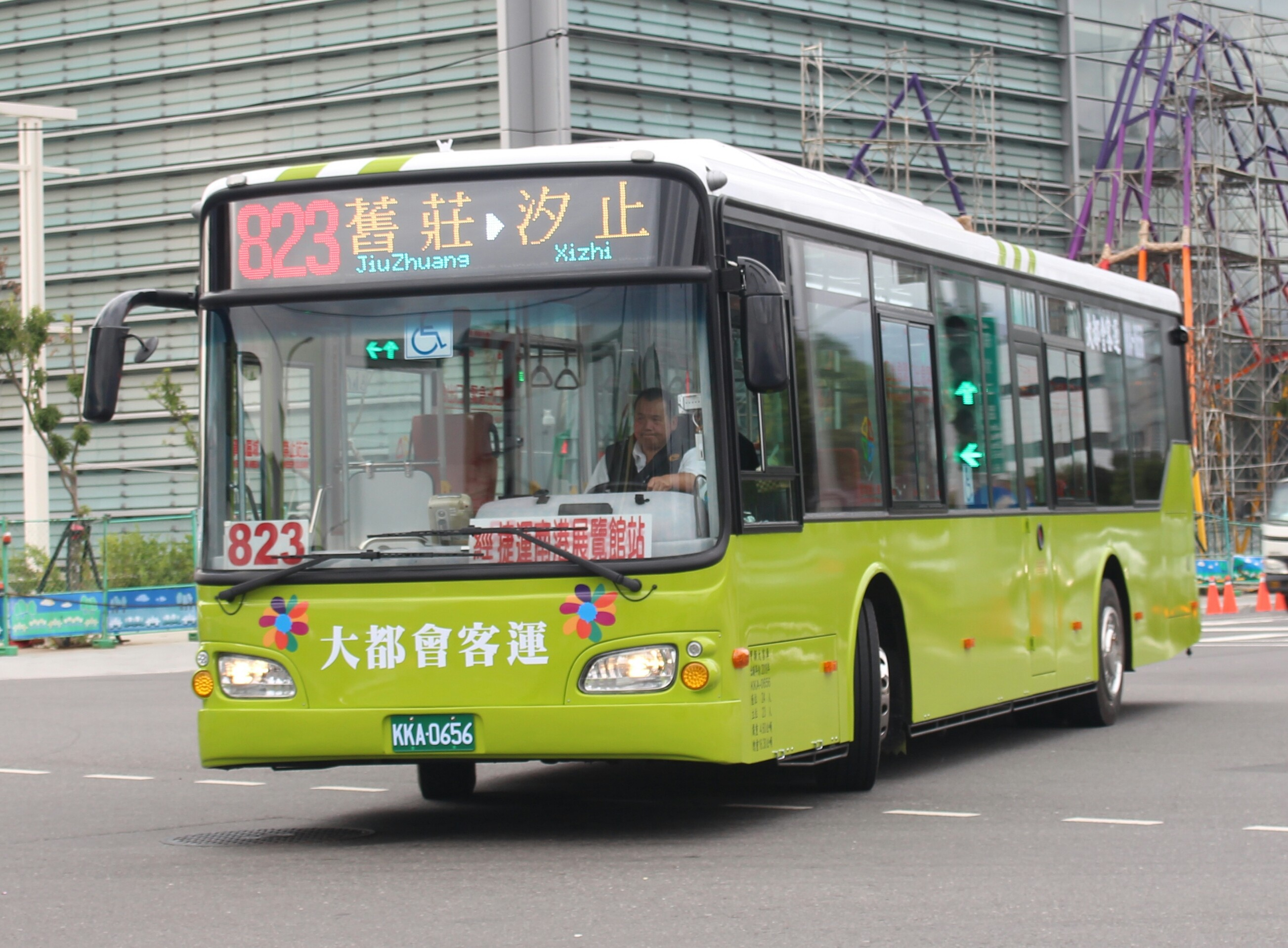
2018年に導入された車両は弘鉅車体製であり、行先表示器はフルカラーLED。

### 大宇バス

#### BS120CN(四代目)

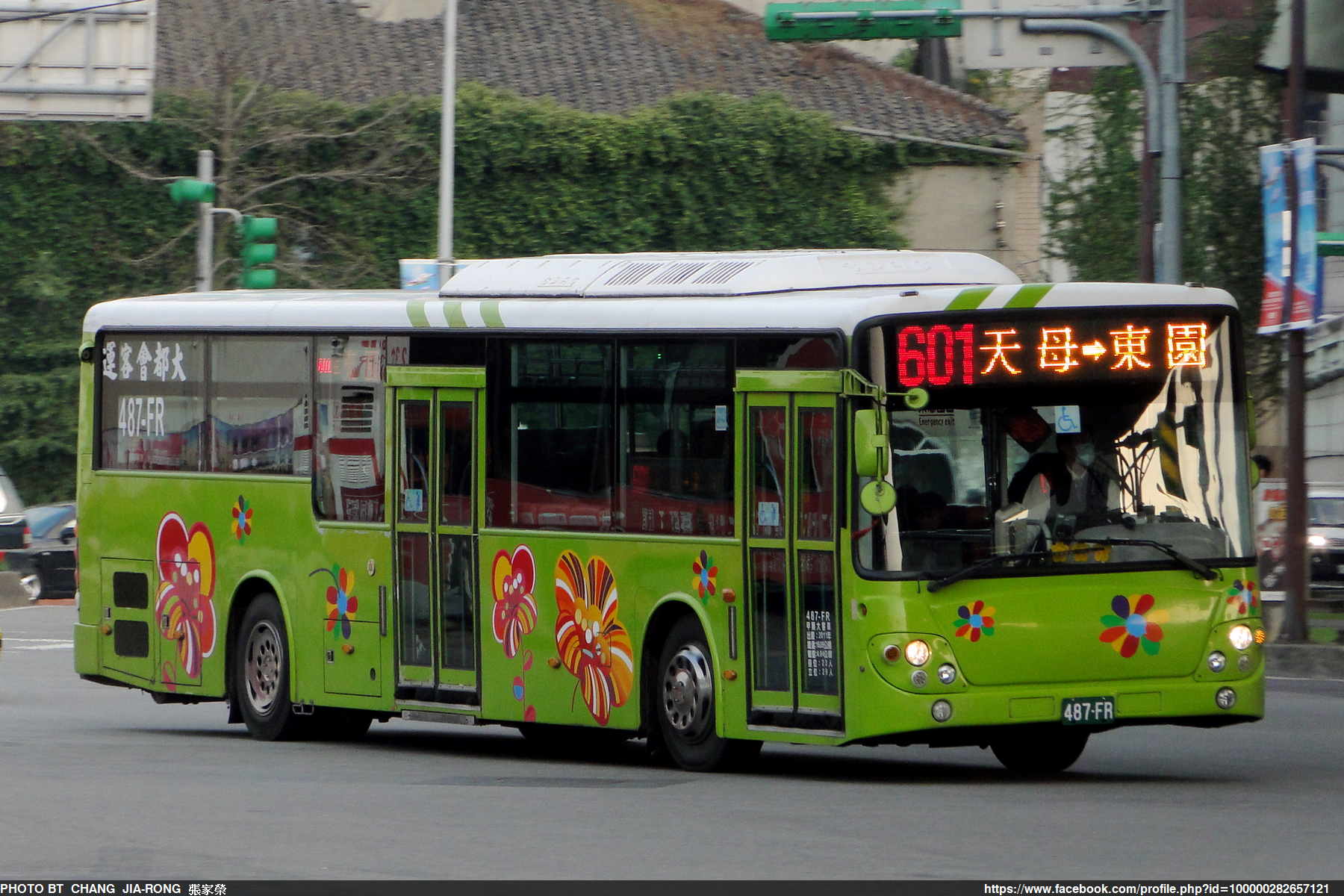
行先表示器がフルカラーLEDになっている車両もある。

- 車体工場 : 成運

- エンジン : Doosan DL08S
  - 最大馬力 : 300HP
- 車体全長 : 11,990mm
- 導入年度 :  2011・2012年
合計で395台が主力車両として運行されており、そのうち2019年にグループの台北客運から10台が転属してきた。
行先表示器がフルカラーLEDになっている車両もある。

#### BS120CN(五代目)

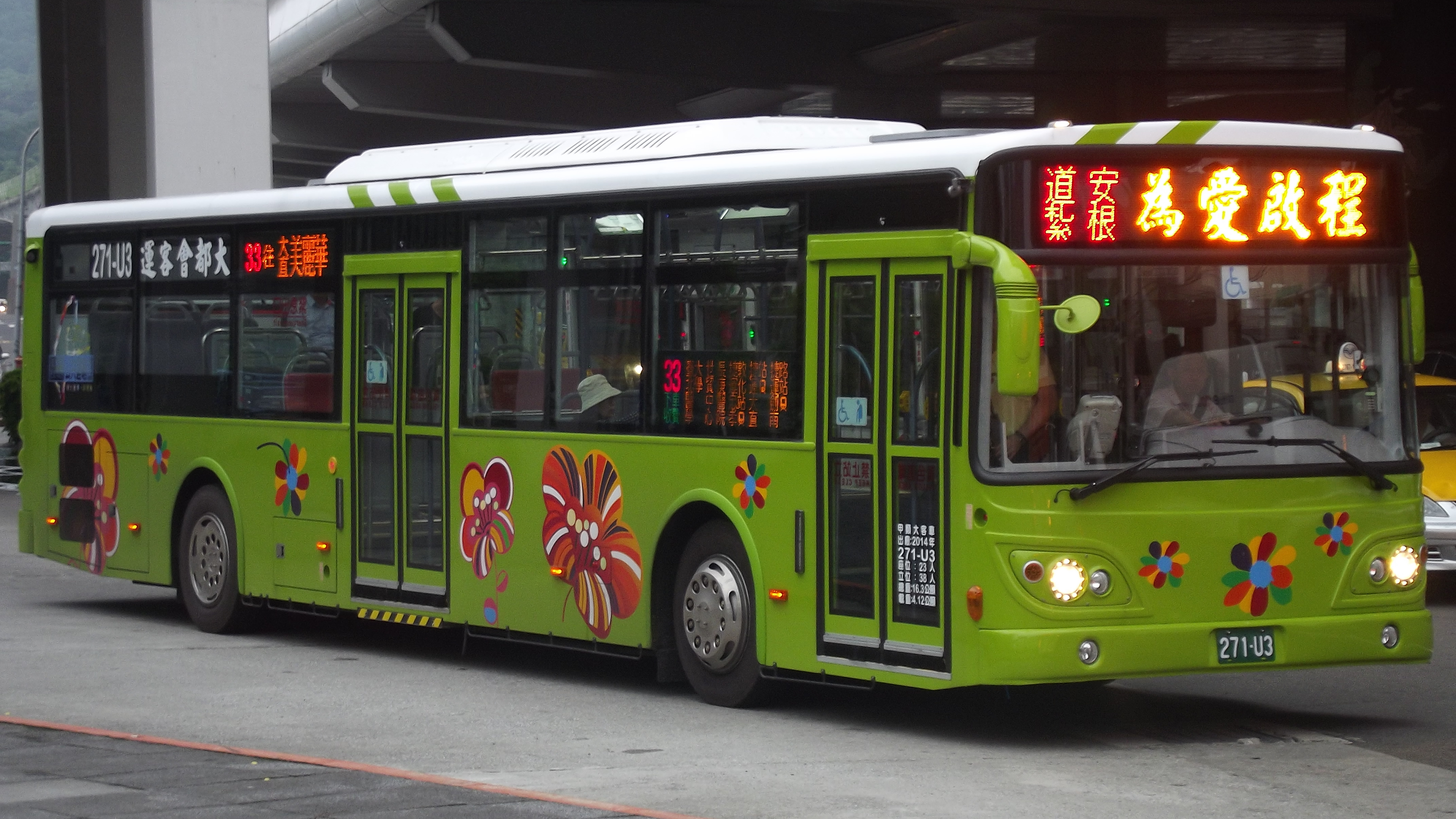
五代目BS120CNはデザインが大幅に変わった。

- 車体工場 : 成運

- エンジン : Doosan DL08K
  - 最大馬力 : 300HP
- 車体全長 : 11,990mm
- 導入年度 :  2014年
80台が運行されており。
五代目BS120CNはデザインが大幅に変わった。

#### BC211MA
- 車体工場 : 馨盛汽車

- エンジン : Doosan DL08S
  - 最大馬力 : 300HP
- 車体全長 : 12,000mm
- 導入年度 :  2011年

　10台全てが南港～基隆・大武崙の高速バス(9026路線)で運行される。

### スカニア

#### K400
- 車体工場 : 馨盛汽車

- エンジン : SCANIA DC1305
  - 最大馬力 : 400HP
- 車体全長 : 12,100mm
- 導入年度 :  2013年

　　26台が高速バスとして運行されており、そのうち2台がリフト付き車両となっている。

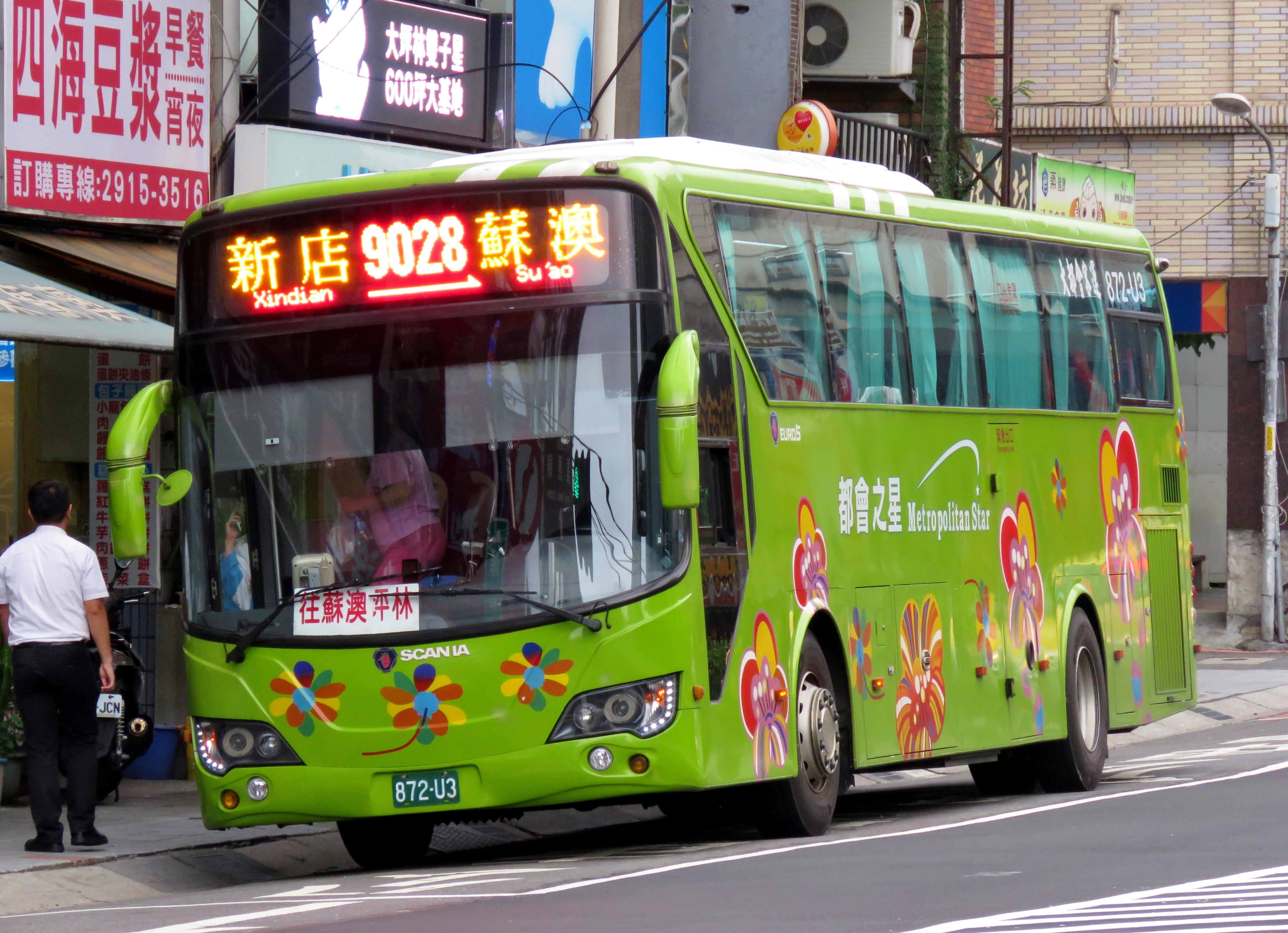
9028路線で運行されるスカニアK400

### 福田自動車

#### BJ6123(ハイブリッド車)

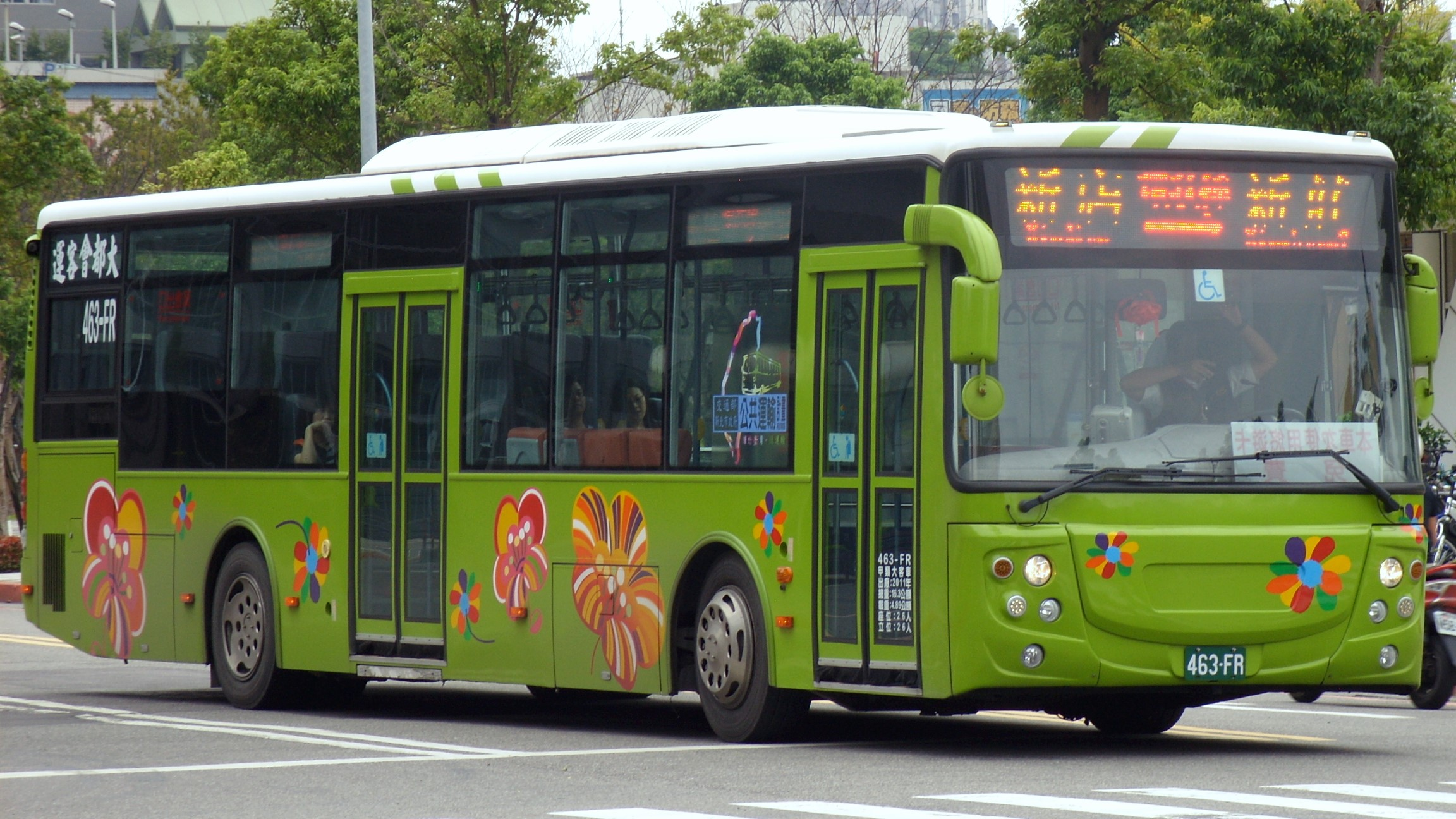
福田自動車のBJ6123は大都會客運で唯一のハイブリッド車である。

- 車体工場 : 成運

- エンジン : カミンズ ISBe4+225B
  - 最大馬力 : 221HP
- 車体全長 : 11,980mm
- 導入年度 :  2011年
2011年に20台が導入され、運行されている。
福田自動車のBJ6123は大都會客運で唯一のハイブリッド車である。

#### BJ6123(ディーゼル車)

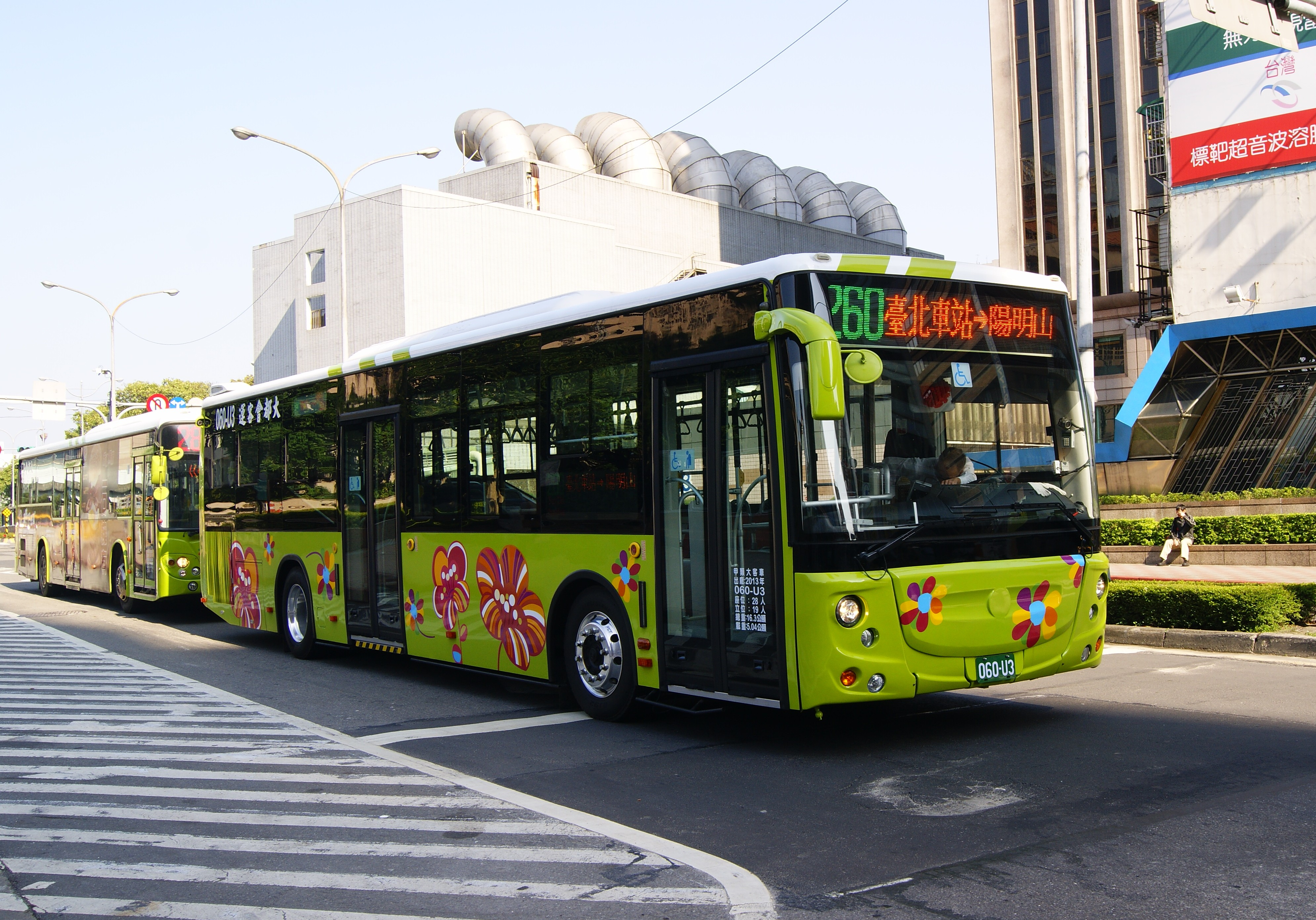
行先表示器がフルカラーLEDの福田自動車・BJ6123

- 車体工場 : 成運

- エンジン : カミンズ ISB6.7 EEV 300B
  - 最大馬力 : 300HP
- 車体全長 : 11,980mm
- 導入年度 :  2013年
2013年に導入された車両はディーゼル車となった。23台が導入されている。
行先表示器がフルカラーLEDの福田自動車・BJ6123

### 金龍バス

#### XMQ6120

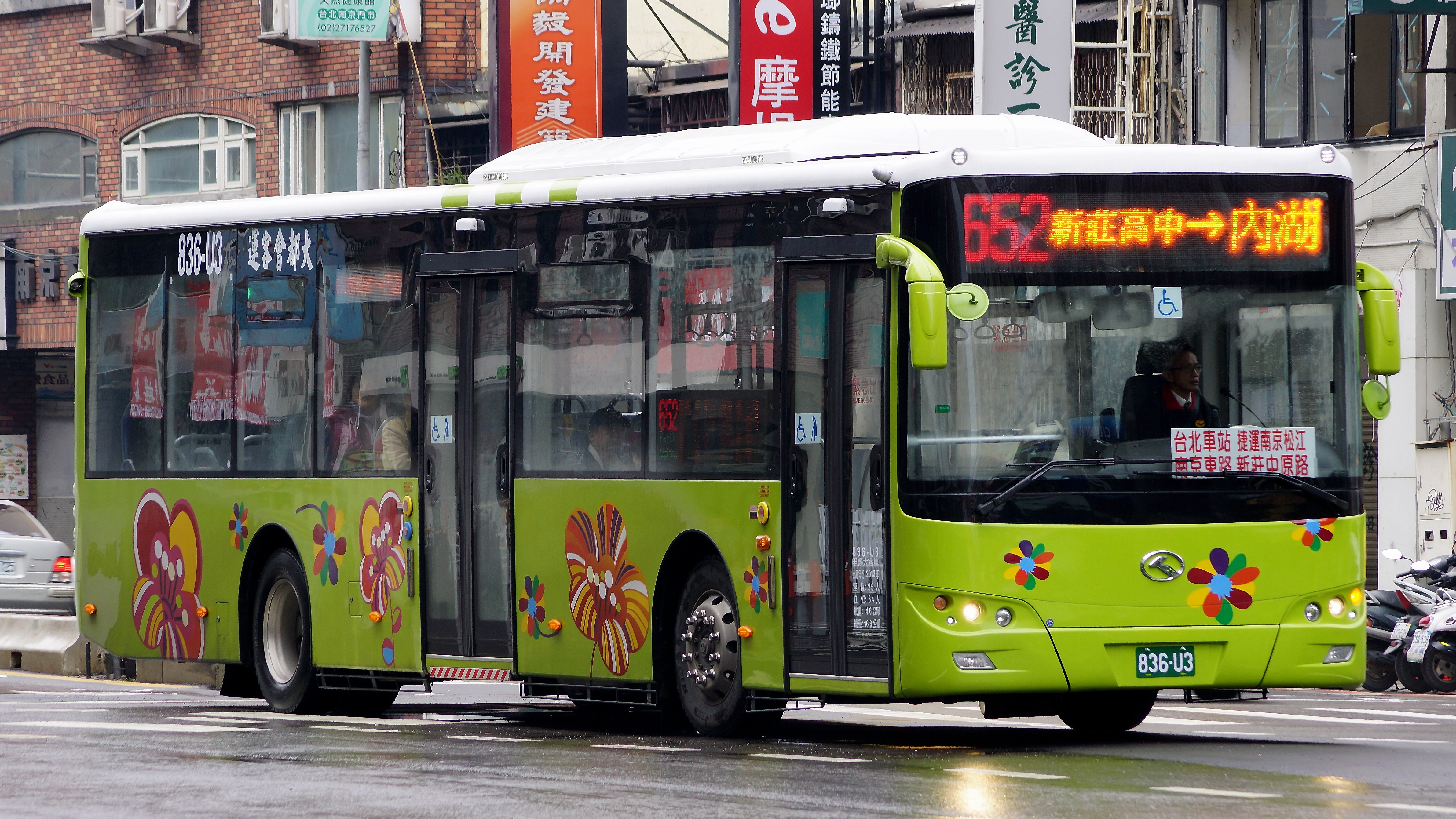
652系統で運行されている金龍製XMQ6120

- 車体工場 : 金龍バス

- エンジン : カミンズ ISB6.7 EEV 300B
  - 最大馬力 : 300HP
- 車体全長 : 12,000mm
- 車体全幅 : 2,500mm
- 車高 : 3,220mm
- 導入年度 :  2013・2014年
合計217台が導入されている。当車両の連節バスも1台導入されたが、許可が下りず、運行されないまま廃車になった。
652系統で運行されている金龍製XMQ6120

### 宇通バス

#### ZK6128

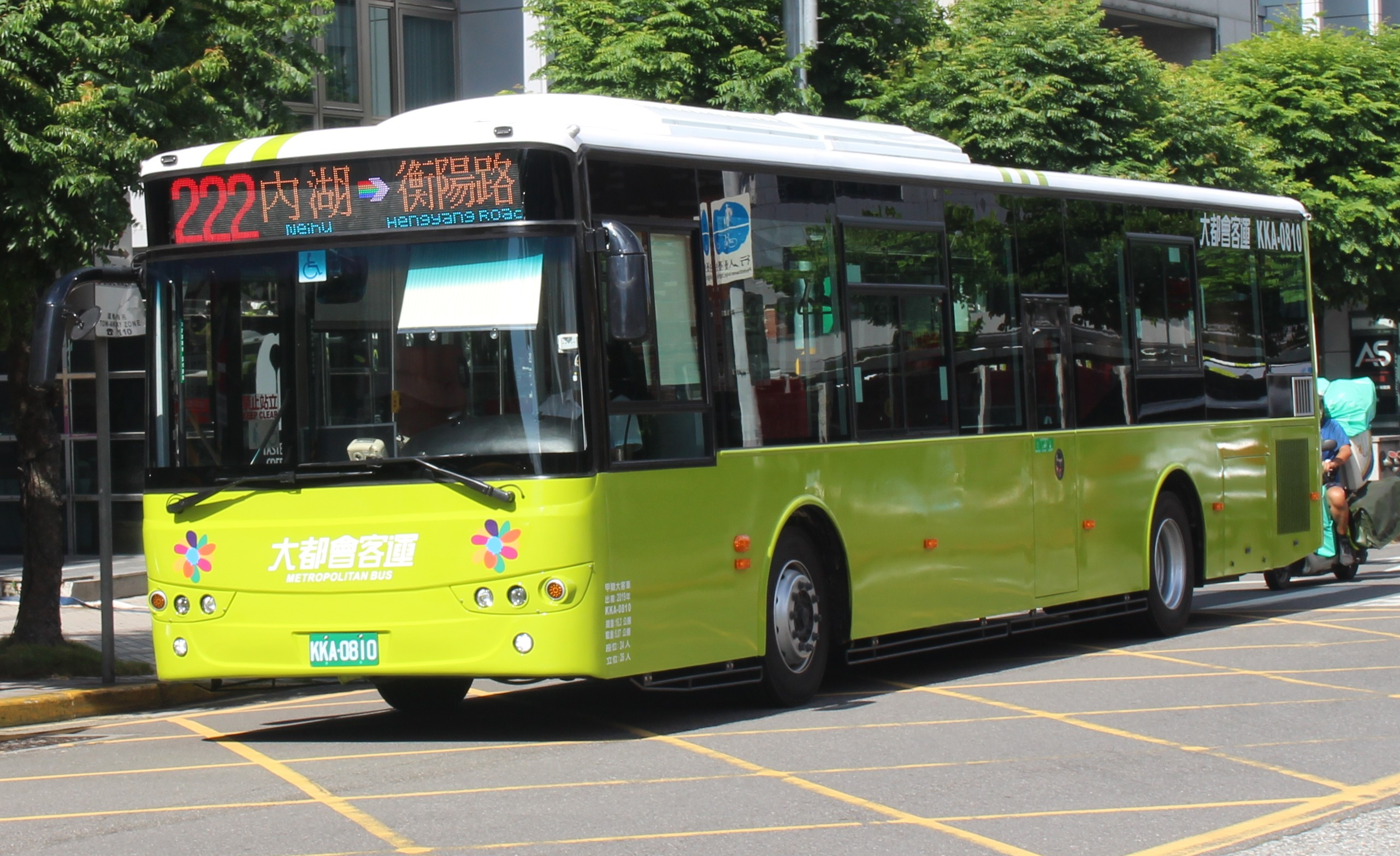
222系統で運行されている宇通製・ZK6128

- 車体工場 : 弘鉅

- エンジン : カミンズ ISB6.7 EV 285B
  - 最大馬力 : 285ps
- 車体全長 : 12,000mm
- 導入年度 :  2019年
6台が久々の中国製車両として導入された。行先表示器がフルカラーLEDになっている。
222系統で運行されている宇通製・ZK6128

### BYD
台湾では電気バスの導入が進められており、その一環としてBYD社のバスが導入されている。

#### BYD K9

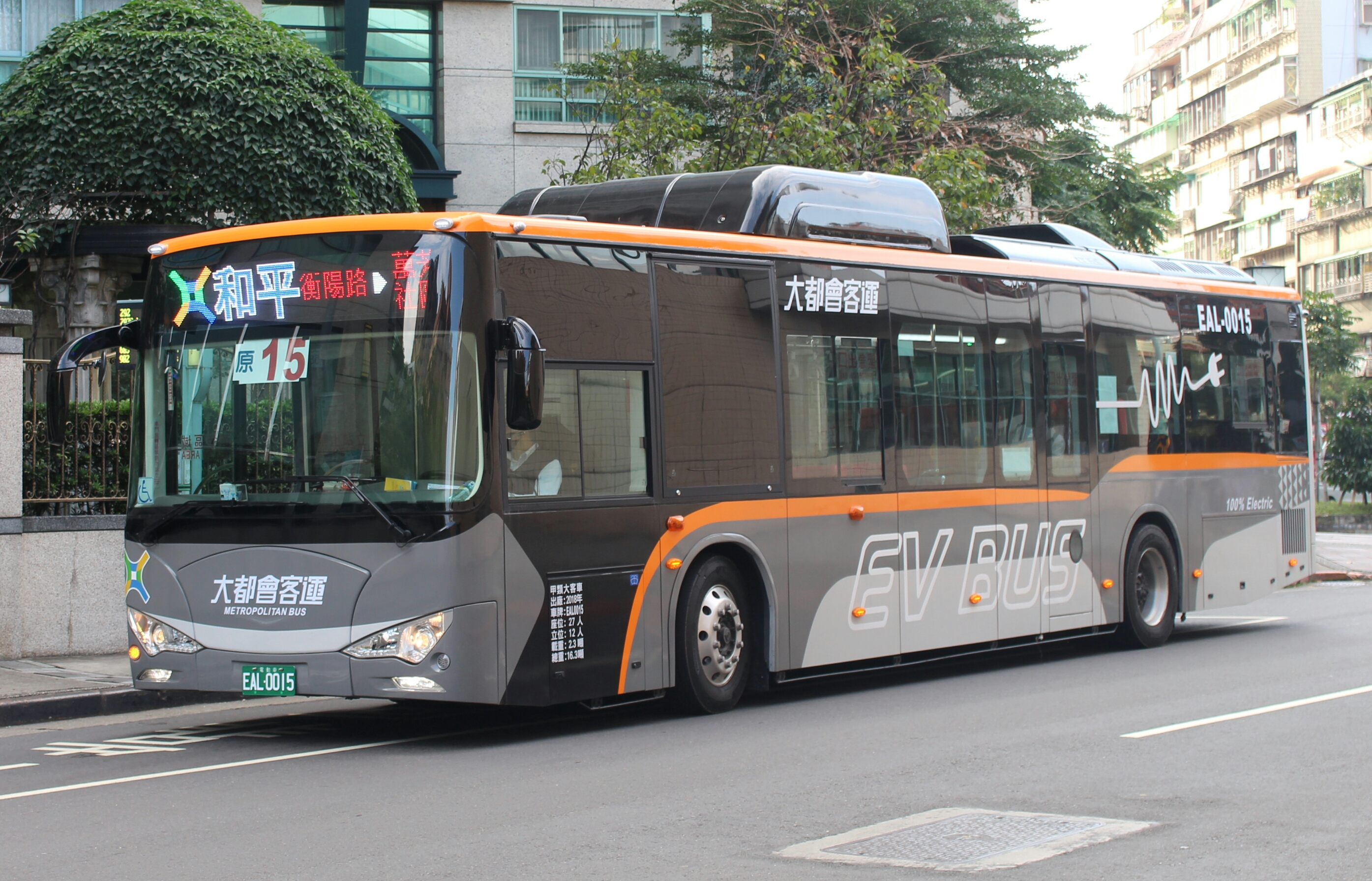
台湾で導入されているBYD K9は日本とは多少デザインが異なる。

- 車体工場 : 馨盛

- エンジン : BYD-TYC90A
  - 最大馬力 : 241HP
- 車体全長 : 12,000mm
- 車体全幅 : 2,500mm
- 導入年度 :  2018年
日本でも輸入がされているBYD K9が台湾でもやや遅れて輸入がされた。10台が導入されている。
台湾で導入されているBYD K9は日本とは多少デザインが異なる。

#### BYD K9DA
- 車体工場 : 凱勝綠能

- エンジン : BYD-TYC90A
  - 最大馬力 : 400HP
- 車体全長 : 12,200mm
- 車体全幅 : 2,500mm
- 導入年度 :  2020年

　　　　BYD K9とは異なるデザインのBYD K9DAは10台が導入されている。

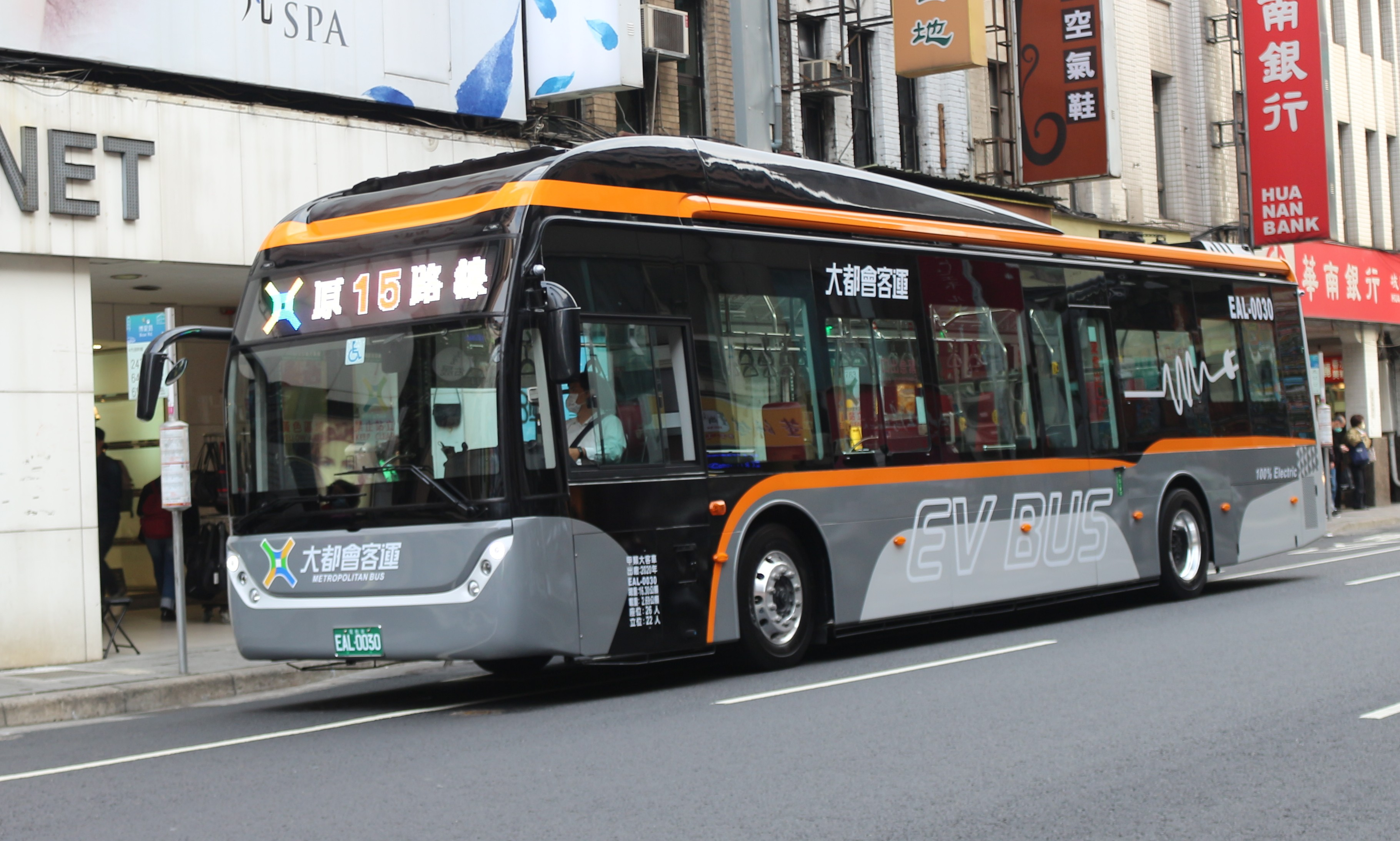
和平幹線で運行されるBYD K9DA

## 過去の使用車輌

### ハンガリーイリスバス
（元イカルス社）
- 412.05
  - 車体工場 : イカロス社
  - エンジン : カミンズ ISCe260
    - 最大馬力 : 260ps

  - 車体全長 : 12,000mm
  - 車体全幅 : 2,500mm
  - 車高 : 2,968mm
  - オートマティック
  - 受領年度 : 2001年
台北市公車処の採用車両。現在低床車両が30台運行されていた。

### アメリカインターナショナル自動車
メキシコ工場の生産
- 3000RE
  - 車体工場: 唐栄

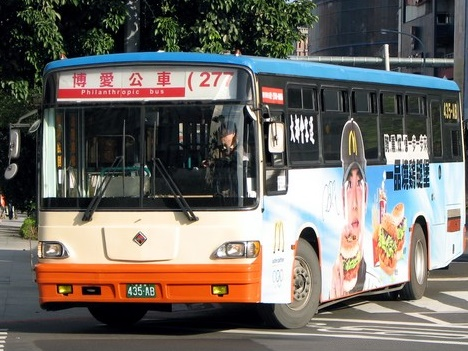
435-AB

  - エンジン : インターナショナルDT466-HT
    - 最大馬力 : 250ps

  - 車体全長 : 11,260mm
  - 車体全幅 : 2,455mm
  - 車高: 3,070mm
  - オートマティック
  - 受領年度 : 2002年
台北市公車処の採用車両車両。現在192台運行されていた。

### 日本三菱自動車及び三菱ふそう
- RK127JL
  - 車体工場 : 健益
  - エンジン : 三菱6D16-3AT3
    - 最大馬力 : 203ps

  - 車体全長 : 9,240mm
  - 車体全幅 : 2,450mm
  - 車高: 3,300mm
  - マニュアル
  - 受領年度 : 2003年

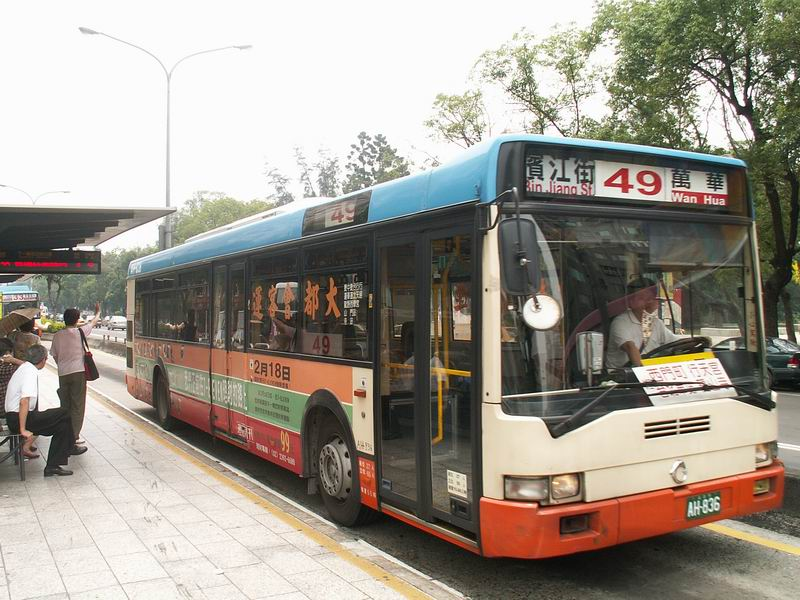
台北市民権東路のバス専用レーンを走行中のイリスバス製低床車両AH-836

  - 備考 : 台北市公車処の採用車両

- BE649G
  - 車体工場 : 三菱
  - エンジン : 三菱4D34-3AT3B
    - 最大馬力 : 147ps

  - 車体全長 :6,990mm
  - 車体全幅 : 2,010mm
  - 車高 : 2,630mm
  - マニュアル
  - 受領年度 : 2004年
  - 備考 : 現在15台が運行されていた。
- RM117NL
  - 車体工場 : 日盈 豊栄
  - エンジン : 
    - 最大馬力 :

  - マニュアル
  - 受領年度 : 2006年

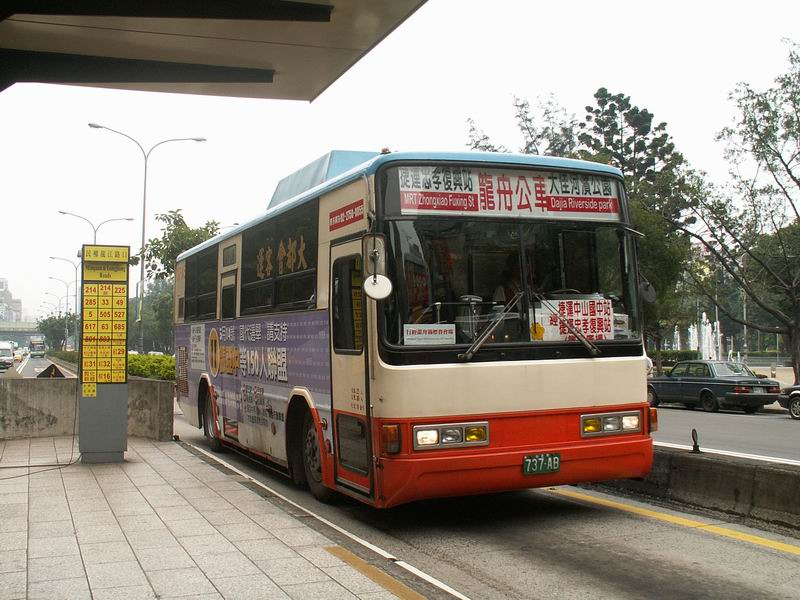
737-AB

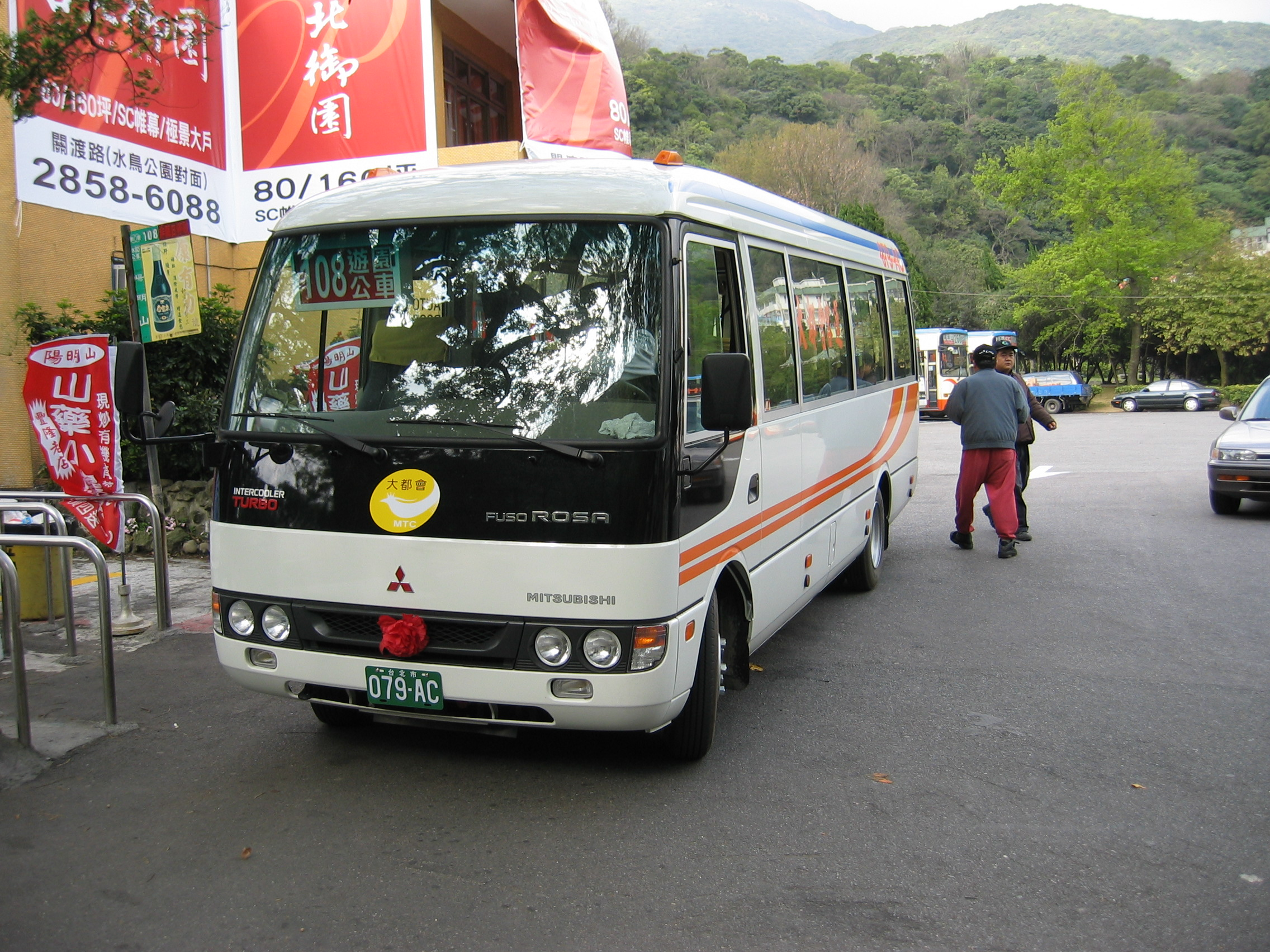
079-AC於陽明山バス停

  - 備註 : 大有巴士が注文したが、資金不足のために大都会客運が購入

### 韓国現代-起亜自動車グループ
- AM937
  - 車体工場 : 承達
  - エンジン : カミンズISC-285
    - 最大馬力 : 285ps

  - 車体全長 : 11,655mm
  - 車体全幅 : 2,500mm
  - 車高 : 3,200mm
  - オートマティック
  - 受領年度 : 2003年

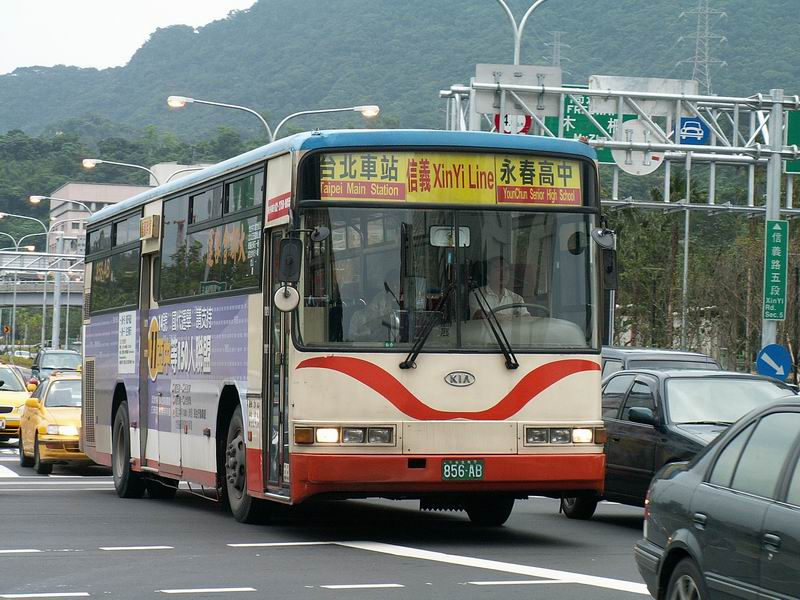
856-AB

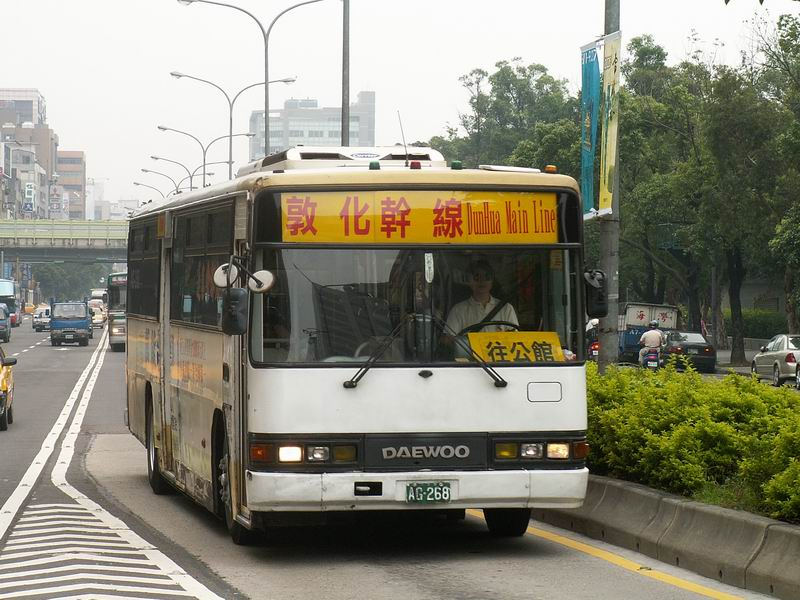
大宇バス BH115V（廃止）

  - 備考 : 台北市公車処の採用車両。現在62台が運行していた。

### 日本いすゞ自動車
- LT134P
  - 車体工場 : 承達
  - エンジン :  いすゞ6HK1xS
    - 最大馬力 : 230ps

  - 車体全長 : 11,300mm
  - 車体全幅 : 2,500mm
  - 車高 : 3,200mm
  - マニュアル
  - 受領年度 : 2004年

- LT134P
  - 車体工場 :  日盈
  - エンジン : いすゞ6HK1xS
    - 最大馬力 : 230ps

  - 車体全長 : 11,300mm
  - マニュアル
  - 受領年度 : 2005年

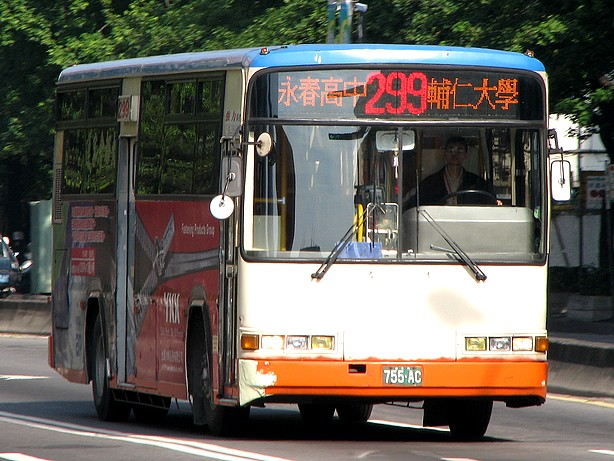
大都会客運として初めて購入した車両

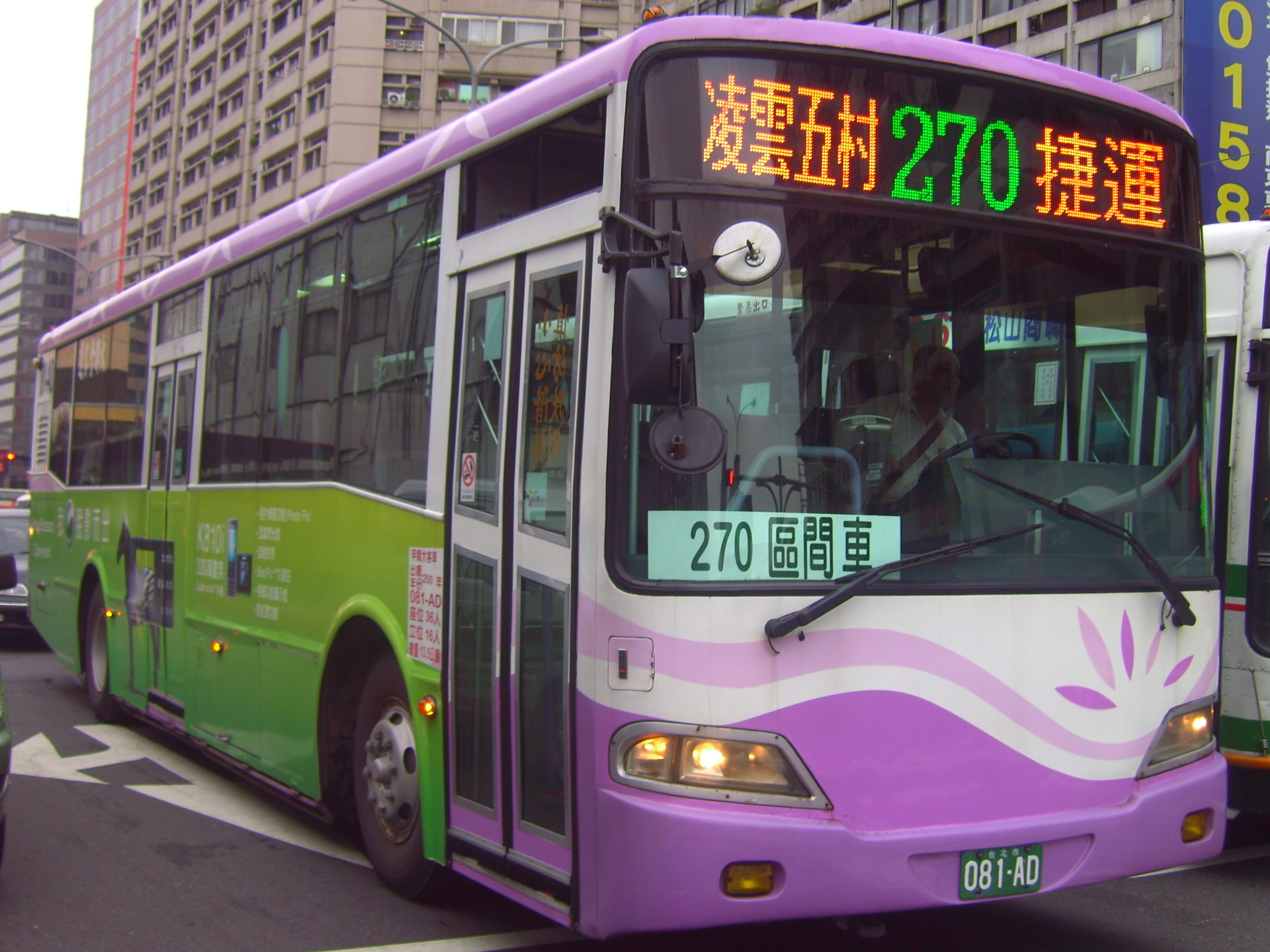
試験導入車両。台北聯営270系統で使用されている

  - 備考 : 日盈による試作車。現在1台が270系統で運行されていた。

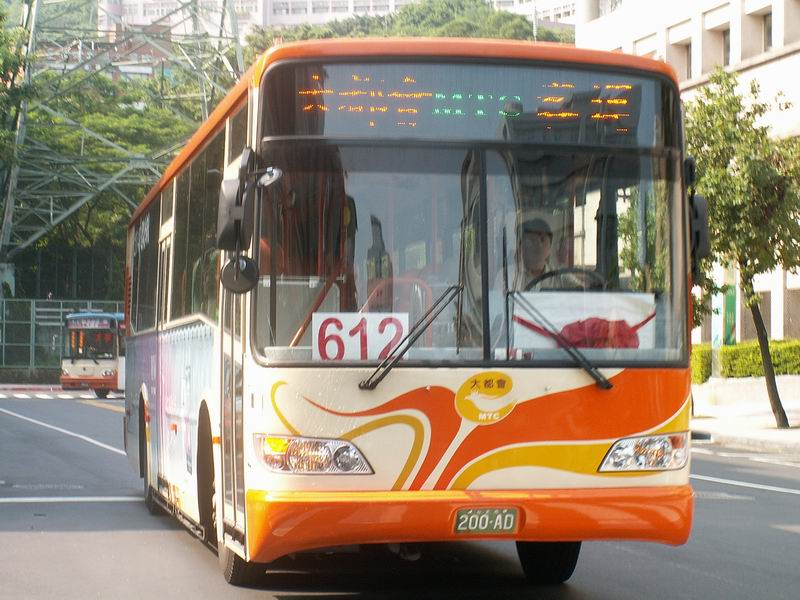
東南客運のストライキのため612系統を運行

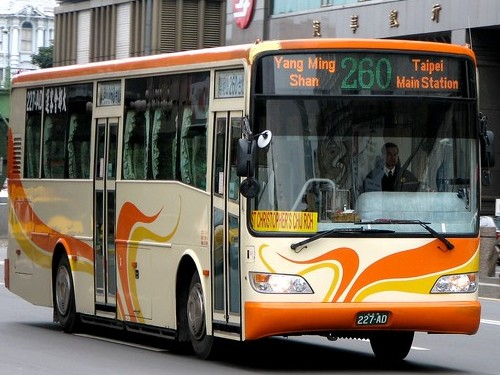
260系統車両

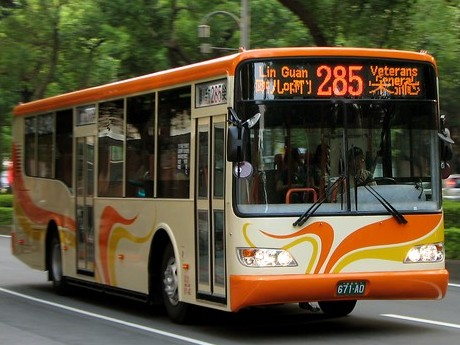
285系統に導入された新型低床車両

- LT134P
  - 車体工場 : 日盈
  - エンジン : いすゞ6HK1xS
    - 最大馬力 : 230ps

  - 車体全長 : 11,300mm
  - マニュアル
  - 受領年度 2005年

- LT134PPK1
  - 車体工場 : 日盈
  - エンジン : いすゞ6HK1xS
    - 最大馬力 : 230ps

  - 車体全長 : 11,300mm
  - マニュアル
  - 受領年度 2006年
  - 備考 : 現在236台を運行されていた。

## 路線

### 高速路線
9026・9028には「都會之星」と呼ばれる愛称が使われている。
- 2088(市府転運站～八斗子)
- 9026(南港～基隆・大武崙)
- 9028(新店・大坪林駅～羅東/蘇澳)

### 一般路線
- 敦化幹線（麟光新村ー栄総）
- 復興幹線（建国北路－景美）
- 重慶幹線（東園－天母）
- 和平幹線（萬芳社区－衡陽路）
- 内湖幹線（東湖－衡陽路）
- 0東（台北駅ー内湖）
- 0南（東門駅ー萬芳社区）
- 5（中和－行天宮）
- 9（社子国小－万華）
- 12（東園－民生社区）
- 14（台北駅ー蘆洲）
- 20（永春高中－青年公園）
- 22（呉興街－衡陽路）
- 33（永春高中－大直美麗華）
- 38（環南市場－大安国宅）
- 38区間車（捷運龍山寺站ー寶興街）
- 41（捷運大安站ー児童新楽園）
- 46（松徳－円環）
- 49（建国北路－東園）
- 63（台北駅ー内湖旧宗路）
- 222（内湖－衡陽路）
- 260（東園－陽明山）
- 260区間車（台北駅ー陽明山）
- 260花鐘（台北駅ー陽明山花鐘）
- 262（宏国徳霖科技大学ー民生社区）
- 262区間車（中和－民生社区）
- 270（西門駅ー中華科技大学）
- 270区間車（凌雲五村－台北市政府）
- 274（台北駅ー蘆洲）
- 276（旧荘－衡陽路）
- 277（松徳－栄総）
- 281（東湖－台北市政府）
- 286（福徳街—国防医学中心）（旧大有巴士路線，2007年6月1日移管）
- 286副線（福徳街—行天宮）（旧大有巴士路線，2007年6月1日移管）
- 287区間車（東湖－臺北橋）
- 299（永春高中－輔仁大学）→三重客運と共同運行
- 306（旧荘－蘆洲）→三重客運と共同運行（一部別系統）
- 306区間車（旧荘－台北橋）
- 505（撫遠街－景美）
- 508区間車（蘆洲－惇敘工商）→三重客運と共同運行
- 559（石牌駅－陽明大学）
- 606（万芳社区－栄総）
- 630（東園－東湖）→欣欣客運と共同運行
- 652（新荘高中－内湖）
- 685（麟光新村－天母）
- 685吉林線（麟光新村－天母）
- 688（建国北路－中和成功路）
- 823（舊庄－汐止）→台北客運と共同運行
- 937（圓山駅－林口）

### 捷運接続系統路線
- 藍5（市政府駅－挹翠山荘）
- 紅5（剣潭駅－陽明山）
- 緑16（松德－剣南路駅）
- 橘17（三民高中駅ー新北産業園区）
- 橘18（蘆洲－五華街）

### 捷運試験運行路線
台北捷運環状線が開業する際の試験目的で運行が開始された路線。
- 982環状線（新店ー新荘）→首都客運と共同運行
- 982環状線直通路線（大坪林駅ー新荘）→首都客運と共同運行
- 982環状線直通新埔線（新埔駅ー新荘）→首都客運と共同運行
- 982環状線区間車（府中駅ー新荘）→首都客運と共同運行

### 市民ミニバス路線
- 市民小巴6（南港駅ー舊莊）→大南汽車と共同運行
- 市民小巴7（市政府駅ー麟光新村）

### 休祝日路線
- 108（陽明山遊園専用）（花季公車陽明山巡迴線）
- 108区間車（陽明山－二子坪）
- 109（万芳社区－陽明山）
- 124（陽明山花季公車巡回線）（陽明山バスターミナルー小油坑）
- 126（花季公車台北車站線）（台北駅－陽明山第二停車場）（陽明山花季、海芋期間の土日祝日のみ運行）
- 127（花季公車円山線）（捷運圓山站－陽明山第二停車場）（陽明山花季、海芋期間の土日祝日のみ運行）

### 内湖科技園区、南港軟体園区接続系統路線
- 円山直通路線（圓山駅ー内湖科技園区）→光華巴士、首都客運との共同運行
- 内湖科技園区通勤路線3（内湖科技園区－駕訓中心）→台北客運と共同運行
- 内湖科技園区通勤路線13（內湖科技園區－天母）
- 南港軟体園区通勤路線双和線（北線）（駕訓中心－南港、永和中山路経由）→台北客運と共同運行

### 宜蘭観光路線バス
- 121（蘇澳バスターミナルー東澳駅）